# Маска (театральна)
Ма́ска - виріб зі щілинами для очей, що вдягався акторами театру на обличчя для позначення персонажів і їхніх емоцій.

### Давньогрецький театр
Давньогрецький термін для позначення маски — prosopon (букв. «обличчя»).

#### Використання
Як і самі театральні вистави, використання маски в давньогрецькому театрі бере свій початок, ймовірно, з ритуальних релігійних святкувань на честь Діоніса.
Маски дозволяли актору з’являтися кожного разу в нових ролях, таким чином не даючи глядачам ідентифікувати актора з одним конкретним персонажем. Їх варіації допомагають глядачам розрізнити стать, вік і соціальний статус, а також розкривають зміну зовнішнього вигляду певного персонажа, наприклад, Едіпа після того, як він осліпив себе.
На сцену одночасно допускалося лише 2–3 актори, а маски дозволяли швидко переходити від одного героя до іншого. Акторами були тільки чоловіки, але маски дозволяли їм грати жіночі образи.
Маски виготовляли і для учасників хору, які відігравали певну роль у дії та коментували події, в яких вони брали участь. Хоча в трагічному хорі було дванадцять або п’ятнадцять учасників, усі вони носили однакові маски, тому що вважалися символами одного персонажа. Це мало створювати відчуття єдності та одноманітності, представляючи хор як багатоголосу особу чи єдиний організм.

#### Виготовлення
Відомо, що маски використовували ще з часів Есхіла і були одним із найхарактерніших елементів давньогрецького театру.
На ілюстраціях театральних масок V ст. до н. е. зображені шоломоподібні маски, що закривали все обличчя та голову, з отворами для очей і невеликим отвором для рота, а також влаштованою перукою. Ці картини не показують справжніх масок, що були на акторах; найчастіше показано, як їх тримають актори до або після вистави.
Тих, хто створював маски називали skeuopoios (грец. σκευόποιος) або «виробником реквізиту», таким чином припускаючи, що їхня роль охоплювала численні обов’язки та завдання. Маски, швидше за все, були виготовлені з легких органічних матеріалів, таких як жорсткий льон, шкіра, дерево або пробка, а перука складалася з людського або тваринного волосся. Через візуальні обмеження, накладені цими масками, було вкрай важливо, щоб актори чули для орієнтації в просторі та балансування. Таким чином, вважається, що вуха були покриті значною кількістю волосся, а не сама шолом-маска.

#### Зображення та реконструкції
Маски виготовлялися з органічних матеріалів і не були розраховані на тривале використання, а після вистав їх покладали як вдячну жертву на вівтар Діоніса. Тому до наших часів не залишилося жодних їхніх фізичних залишків. 

Ми маємо їхні зображення на мозаїках, а також - у вигляді аналогів із міцних матеріалів.

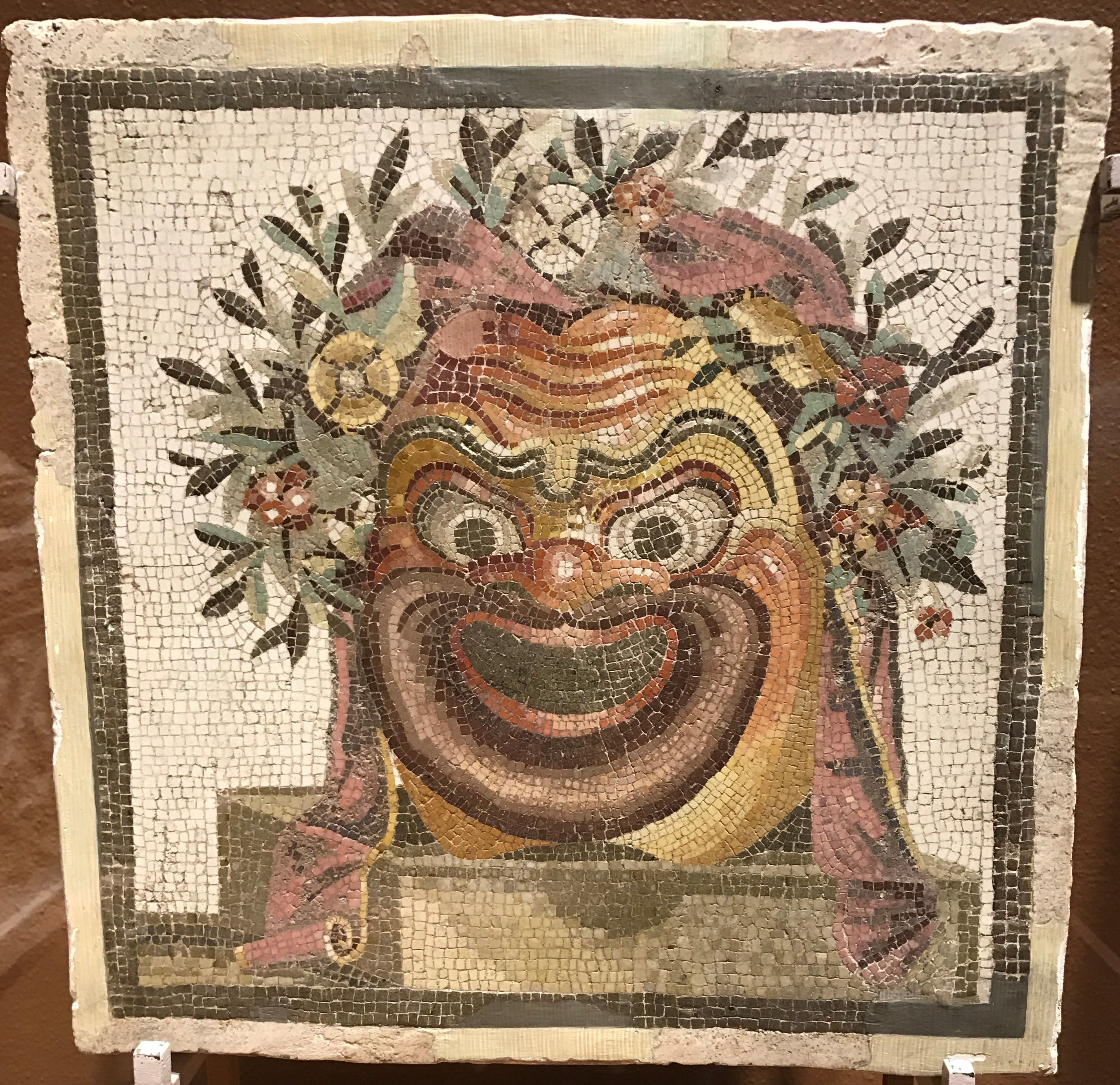
Мозаїка з маскою Сілена. 1 ст. н. е.
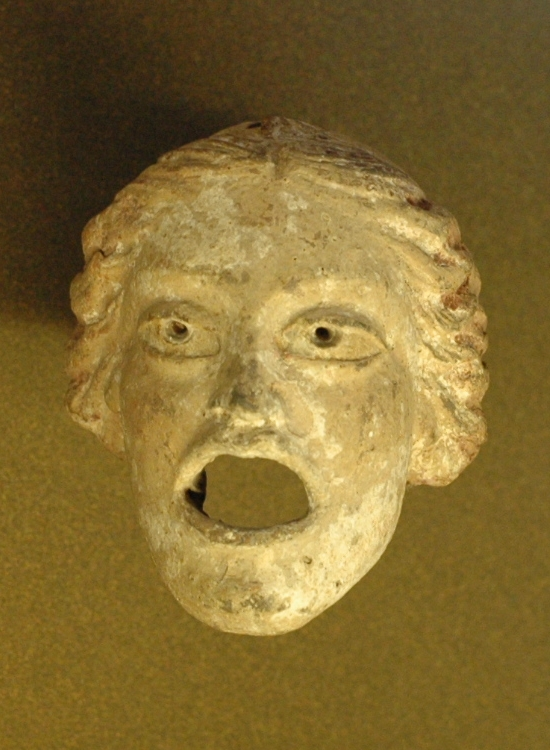
Маска куртизанки, знайдена в Киренаїці (нині в Лівії). Теракота, III–II століття до н.е. Колекція Лувру
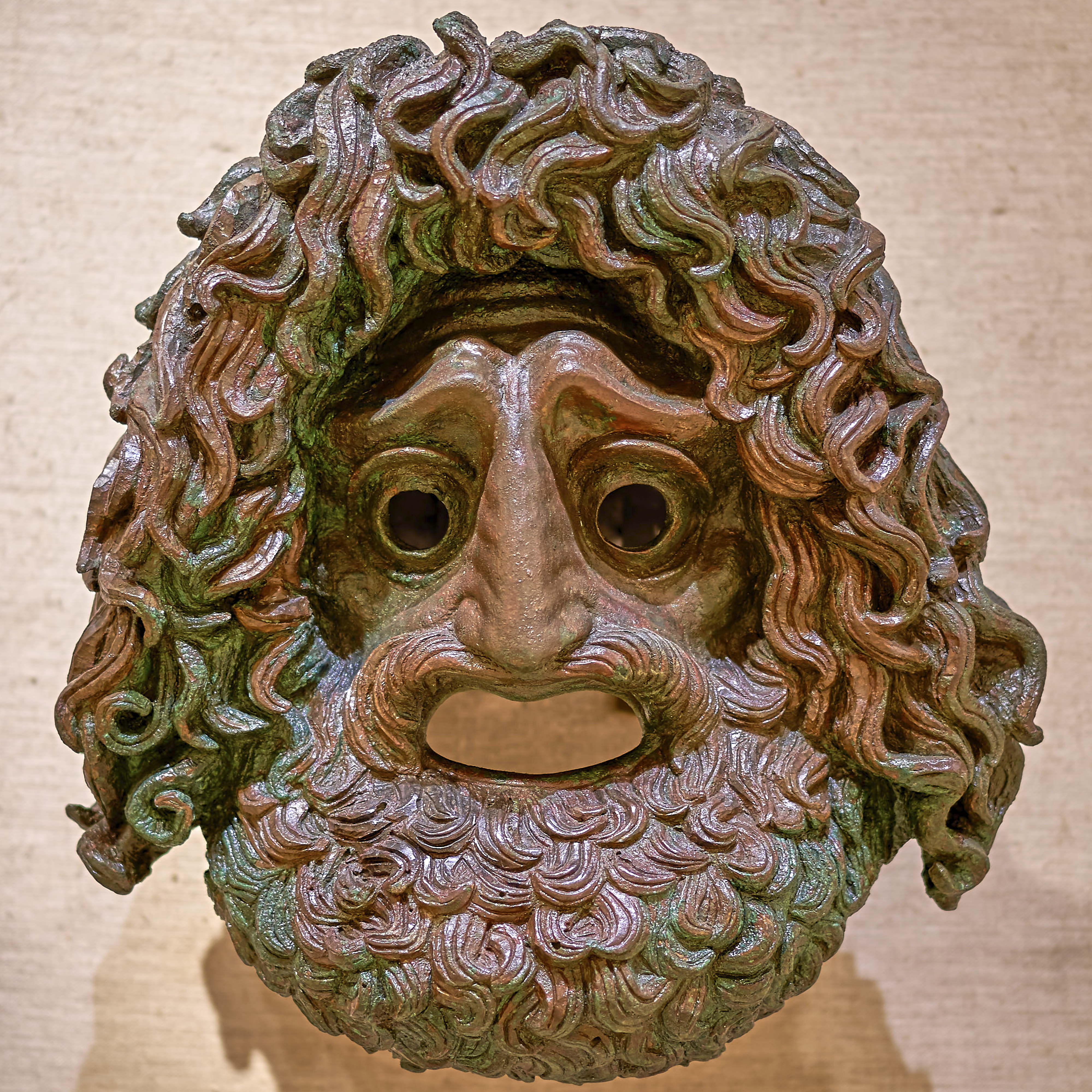
Грецька трагедійна маска. 4 ст. до н.е.. Археологічний музей Пірея.
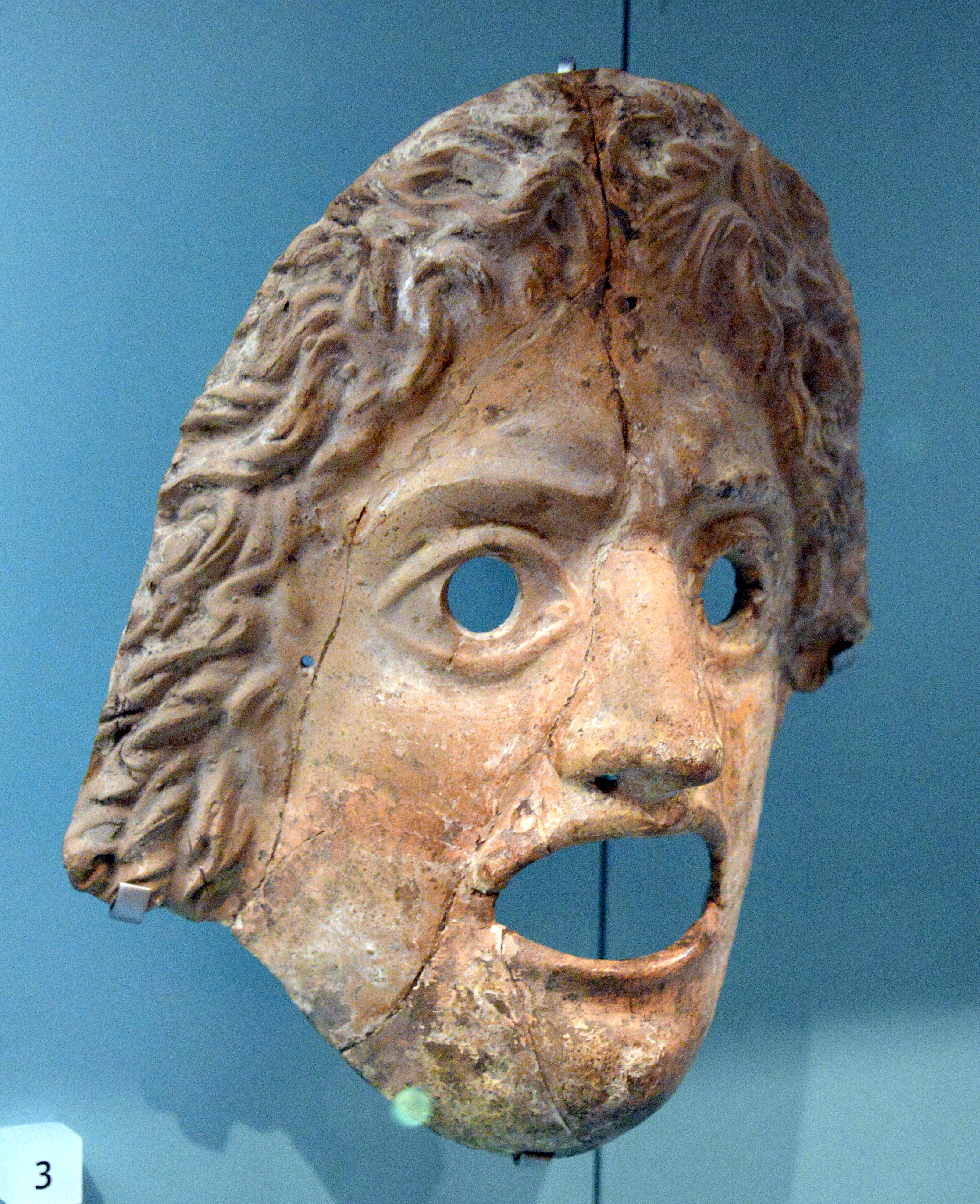
Грецька театральна маска, з Греції, 2 або 1 століття до н. е.. Національний музей Шотландії, Единбург, Шотландія, Великобританія.
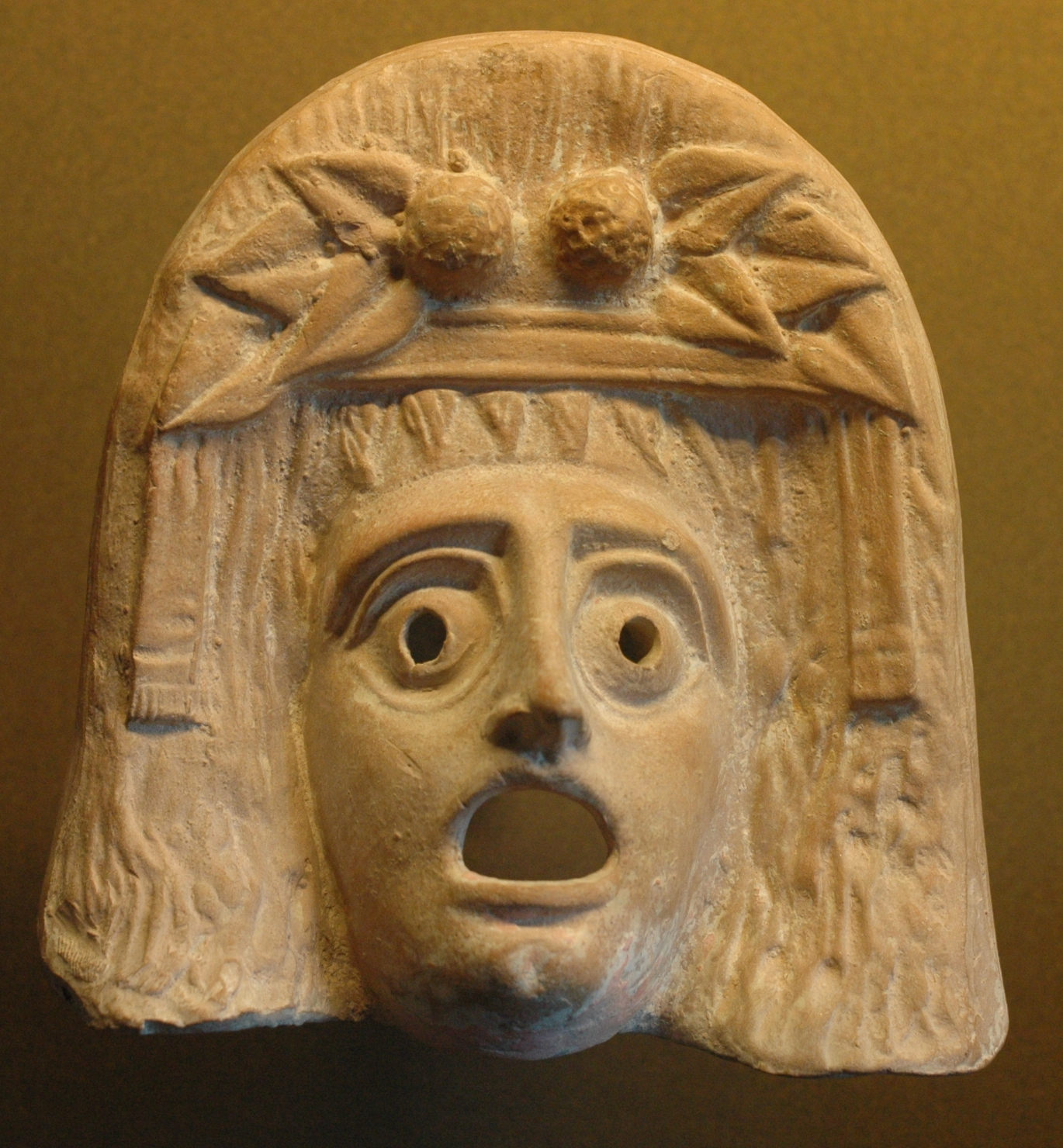
Маска Діоніса. Музей Лувра
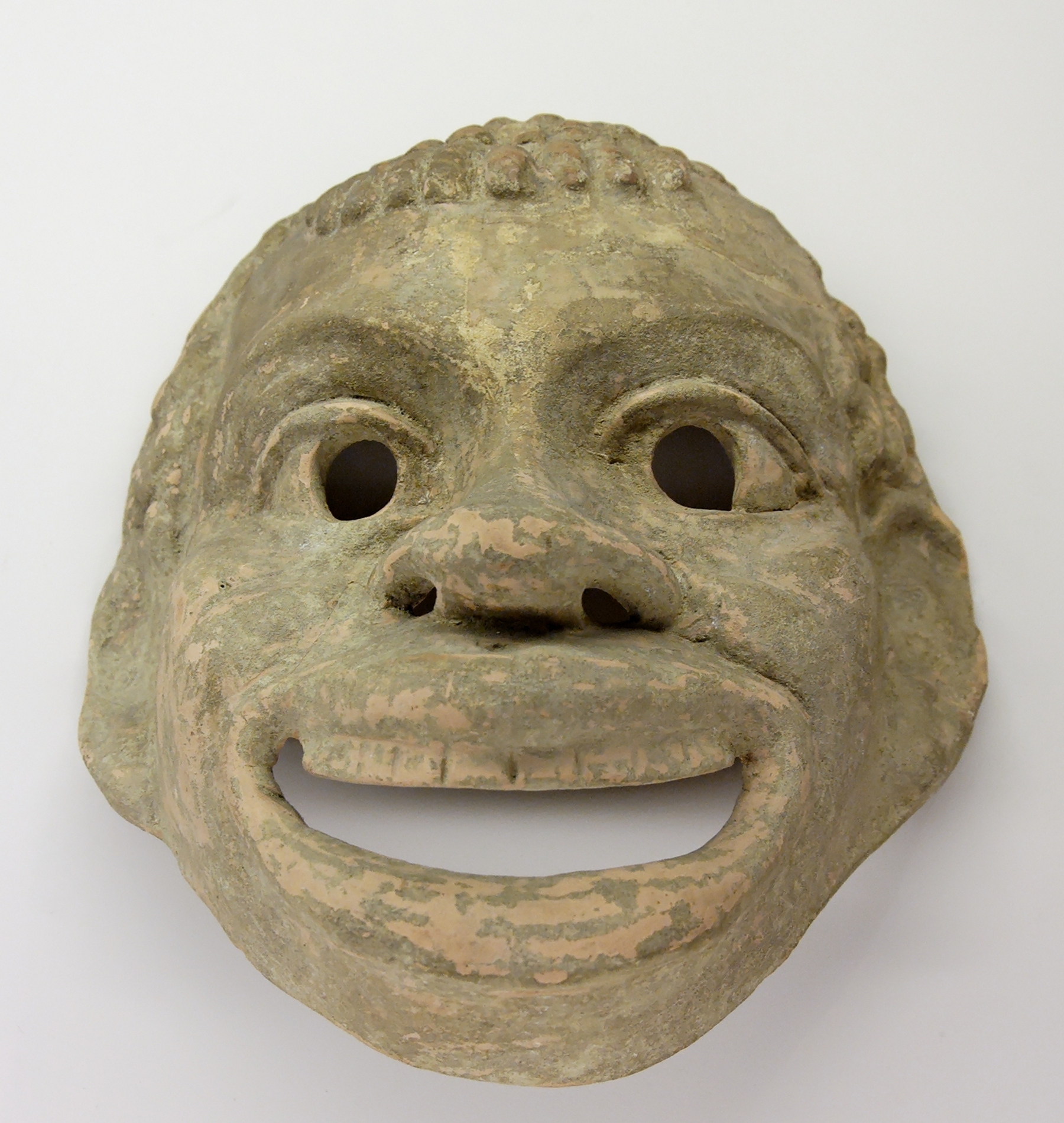
Театральна маска, яка представляє африканського раба. Теракота, виготовлена на Сицилії, бл. 350 рік до нашої ери. Британський музей
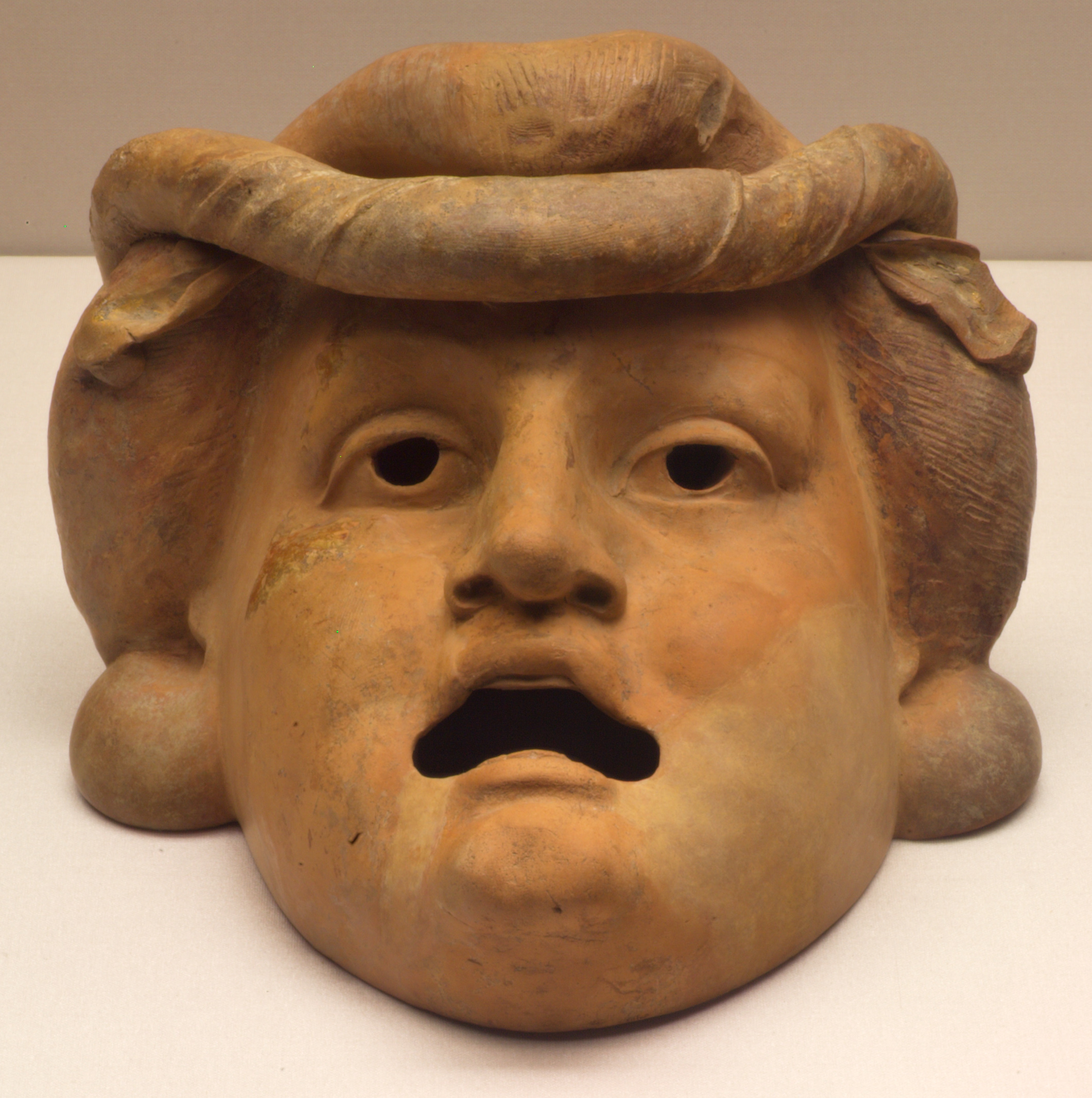
Комедійна маска хвалькуватого юнака. Пов'язка була позолочена. Малоазійська теракота 2 ст до н.е.
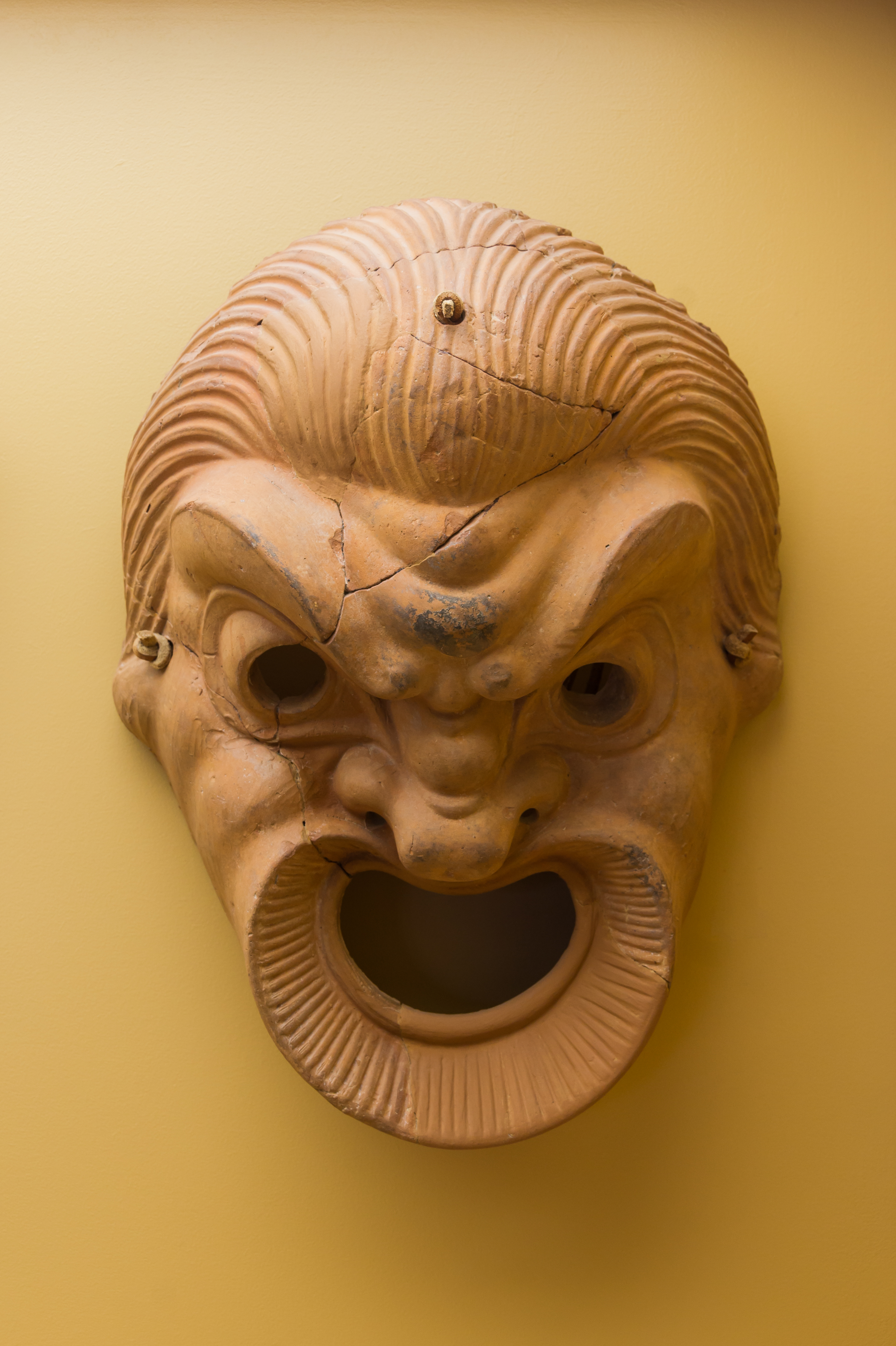
Теракотова маска, 2 ст. н. е.
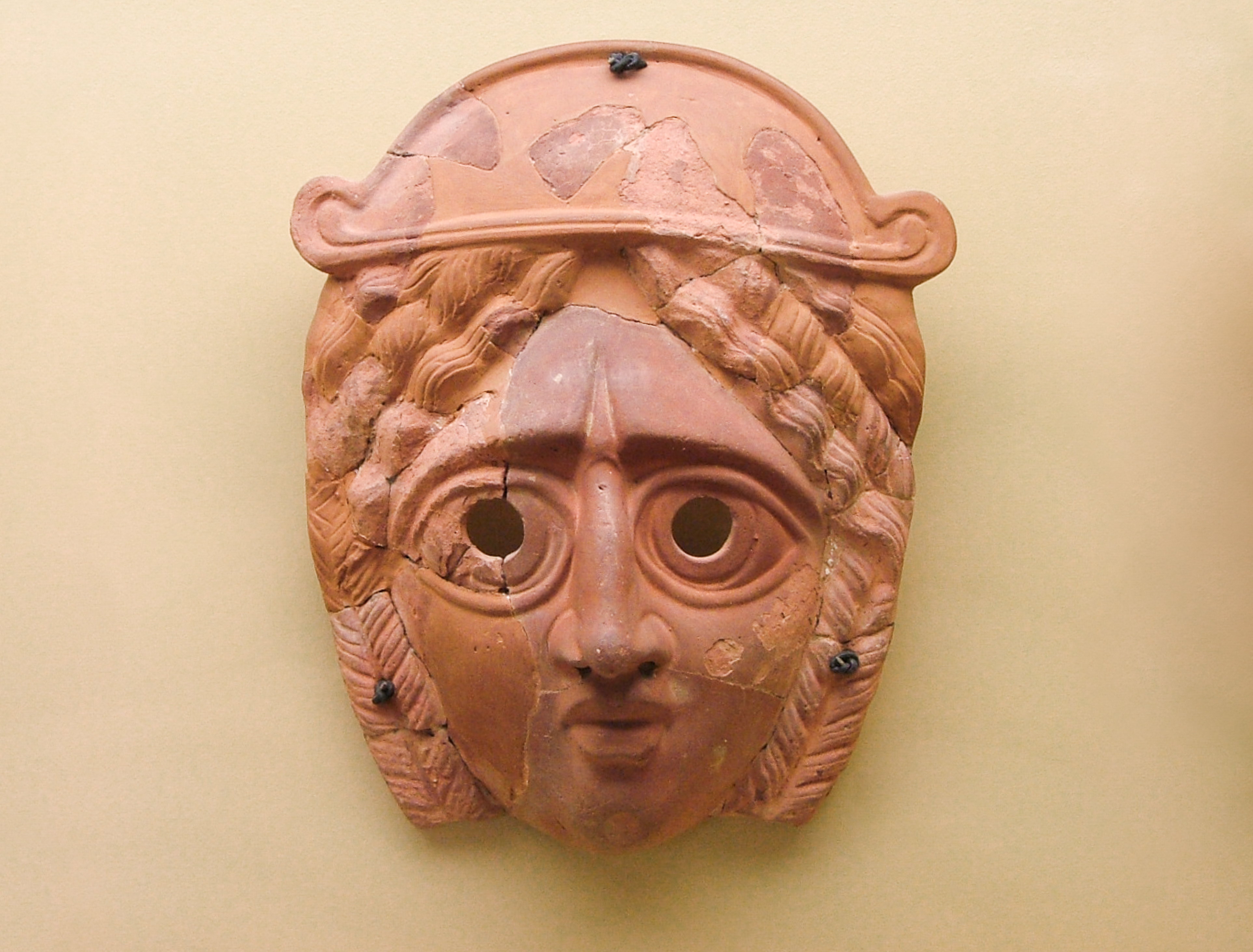
Теракотова маска, 2 ст. н. е.
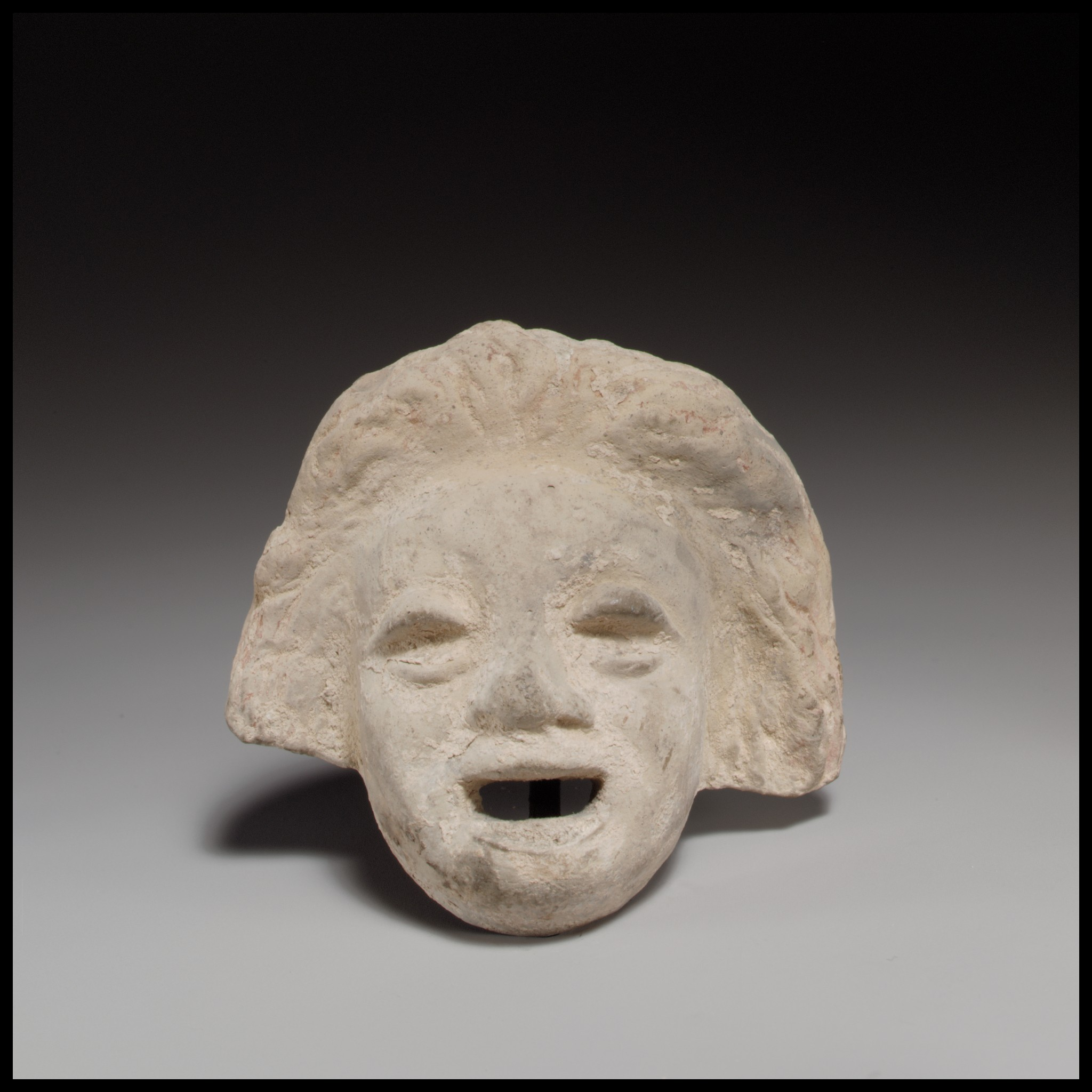
Комічна теракотова маска. Кіпр, Греція. 4-3 ст. до н. е.
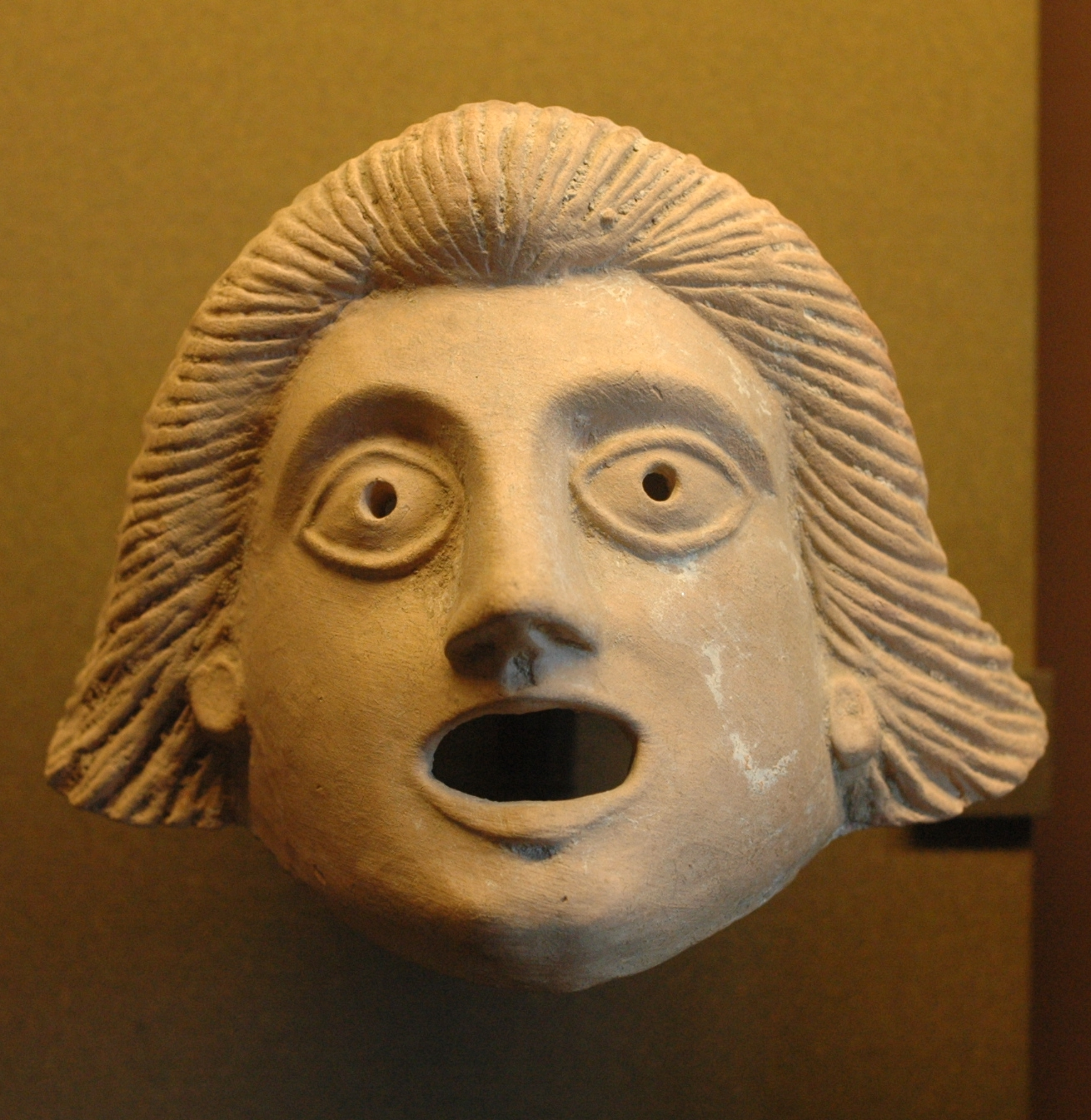
Театральна маска юнака. 1 ст. до н. е.
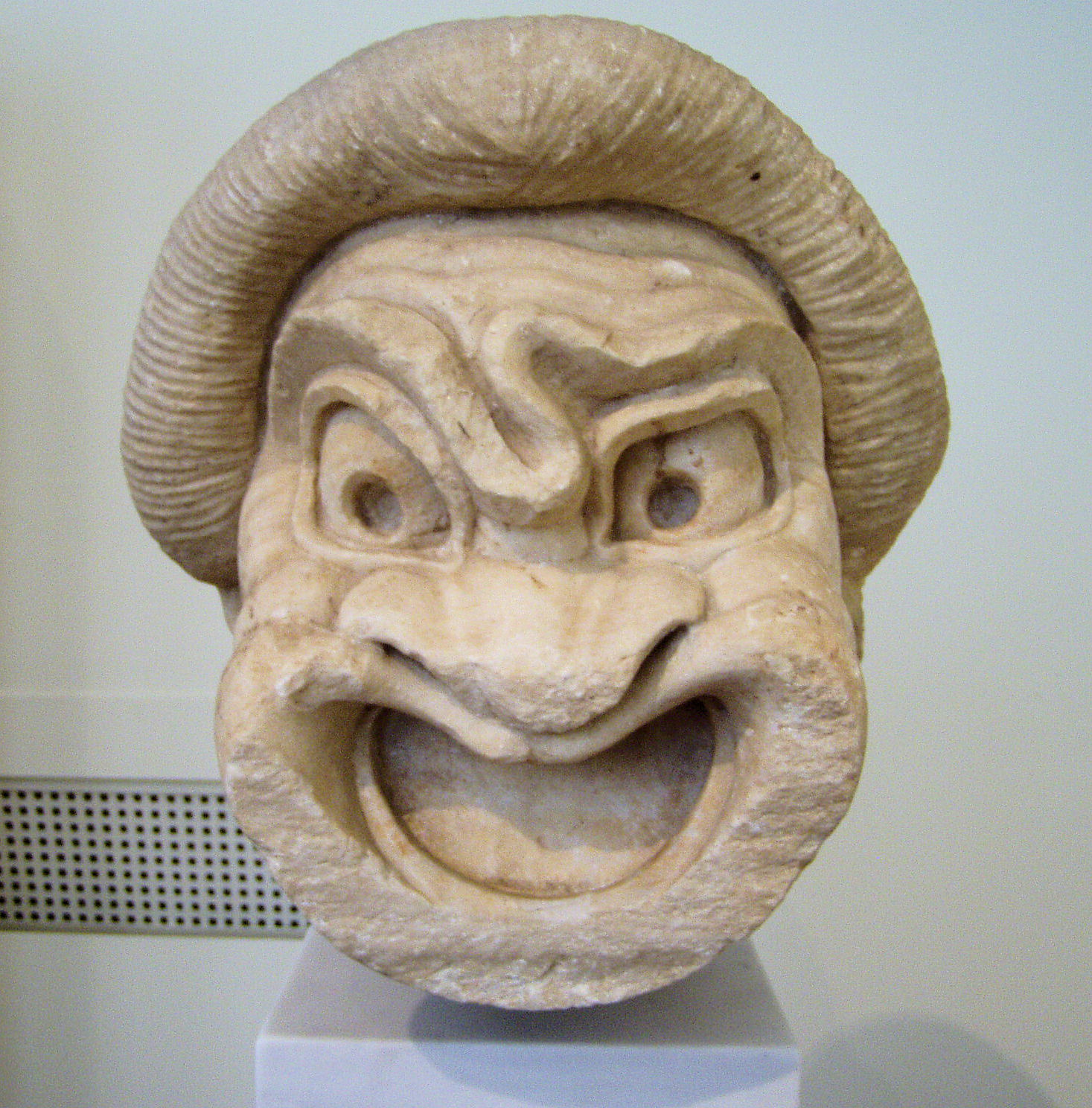
Скульптура театральної маски елліністичного періоду
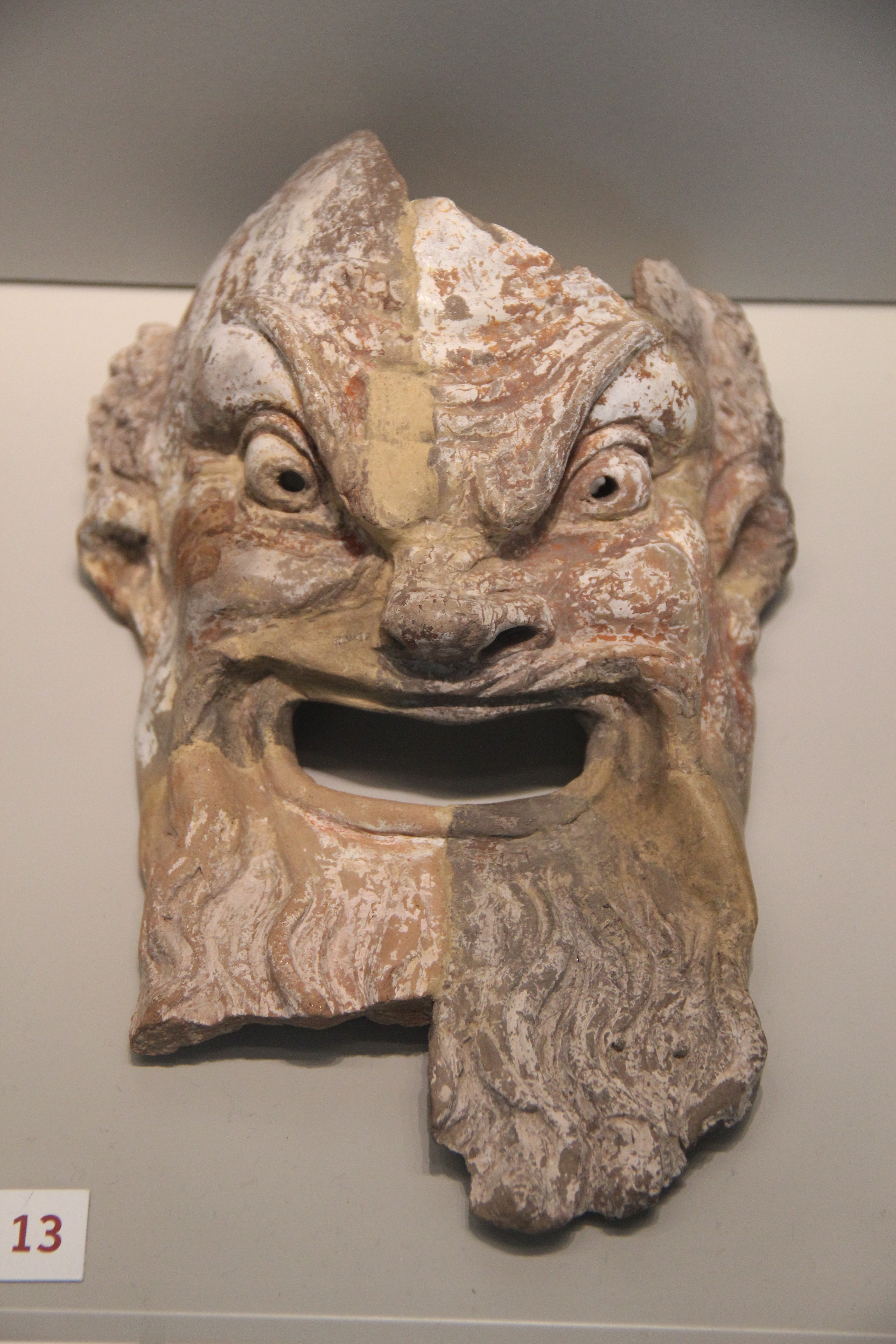
Маска лисого старого, що зображує власника публічного будинку, 2 ст. до н. е.
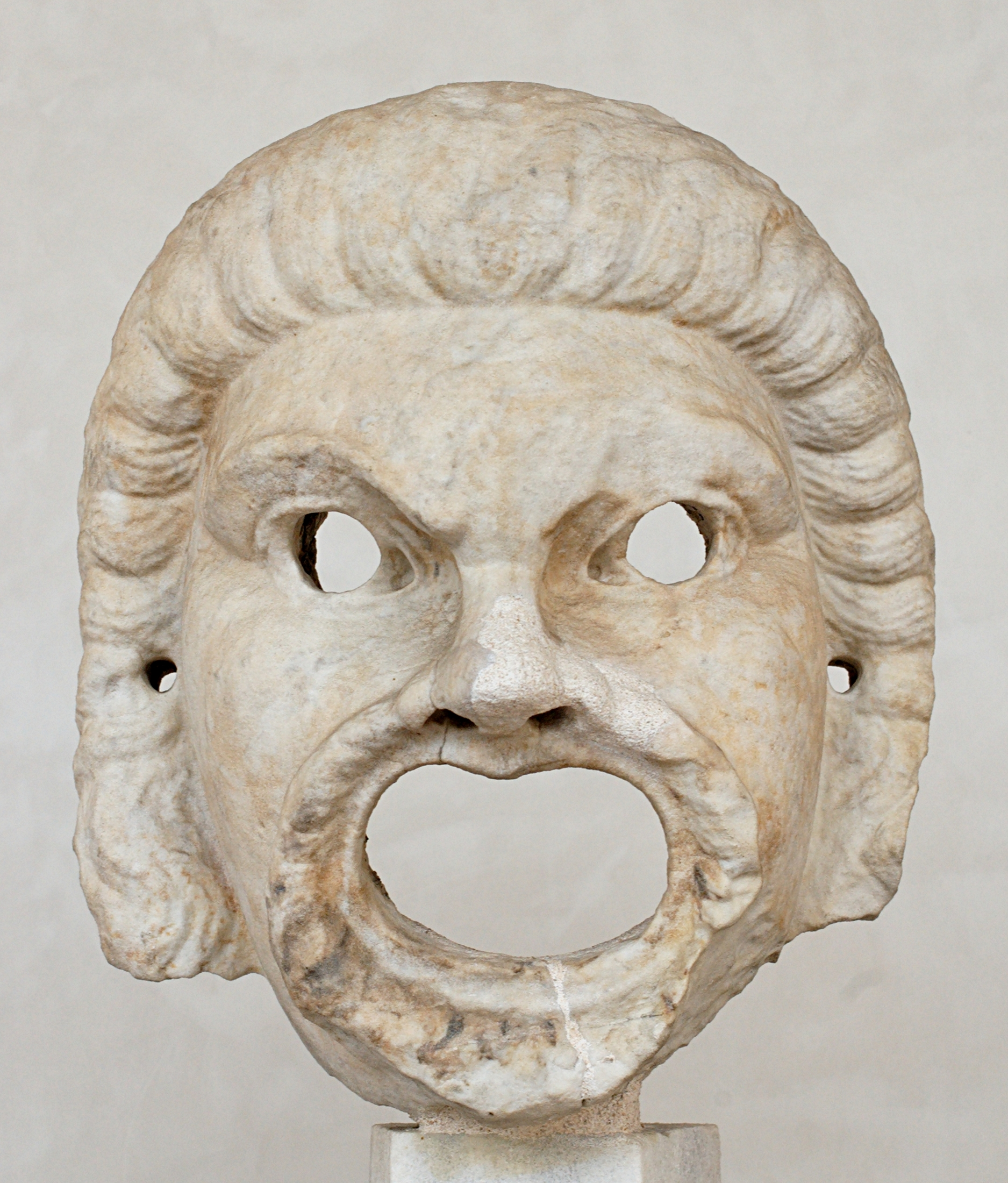
Чоловіча комічна маска, 2 ст. н. е.
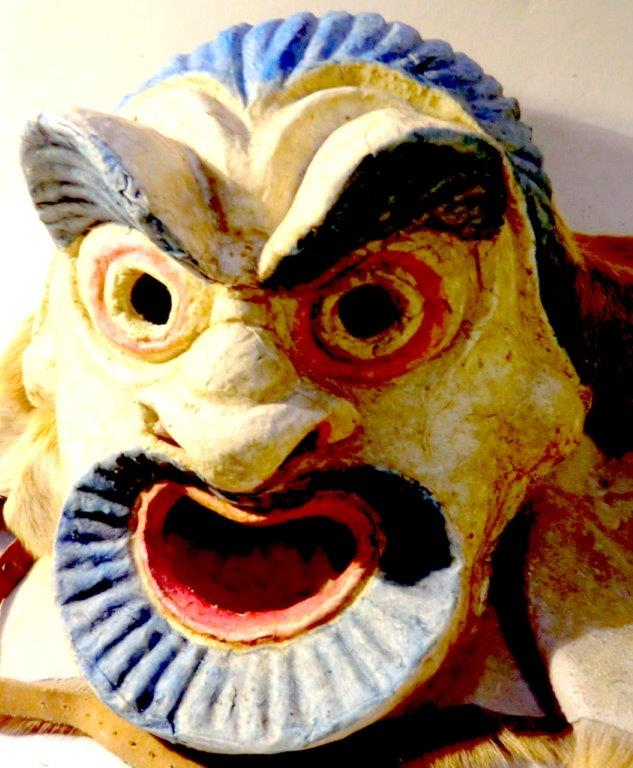
Репліка маски давньогрецького театру. Клеєний текстиль
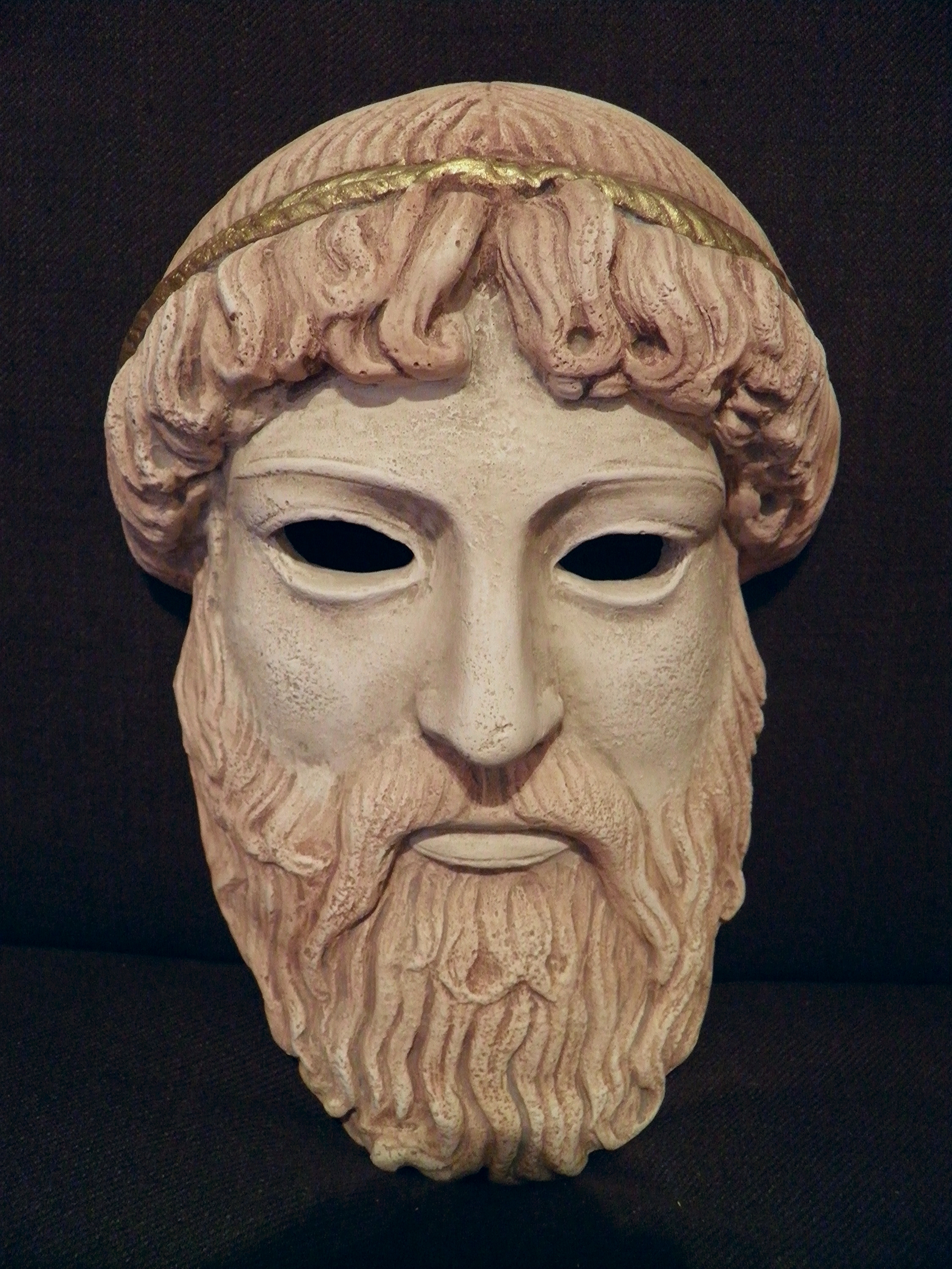
Репліка давньогрецької театральної маски Зевса.

### Давньоримський театр

#### Зображення та реконструкції

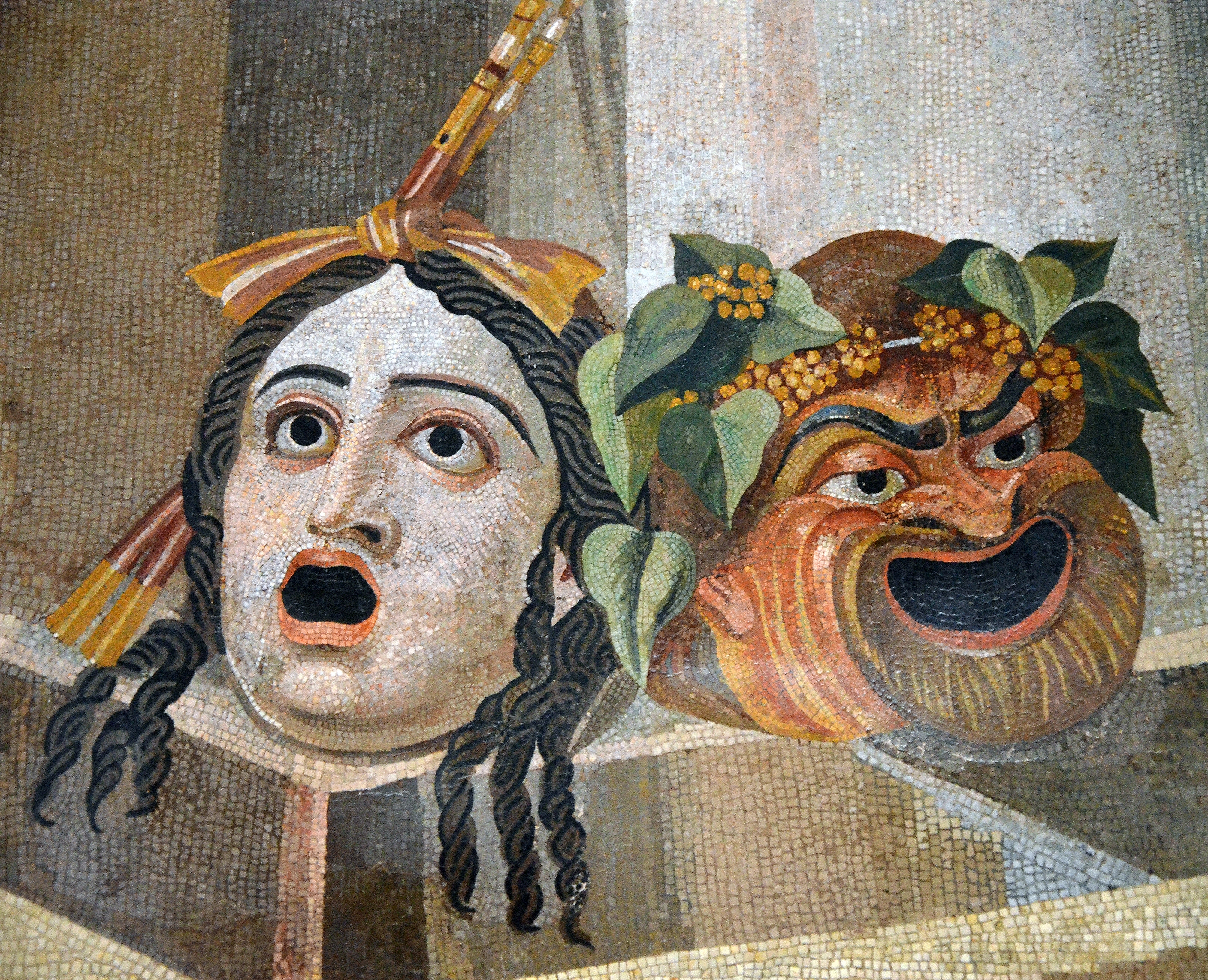
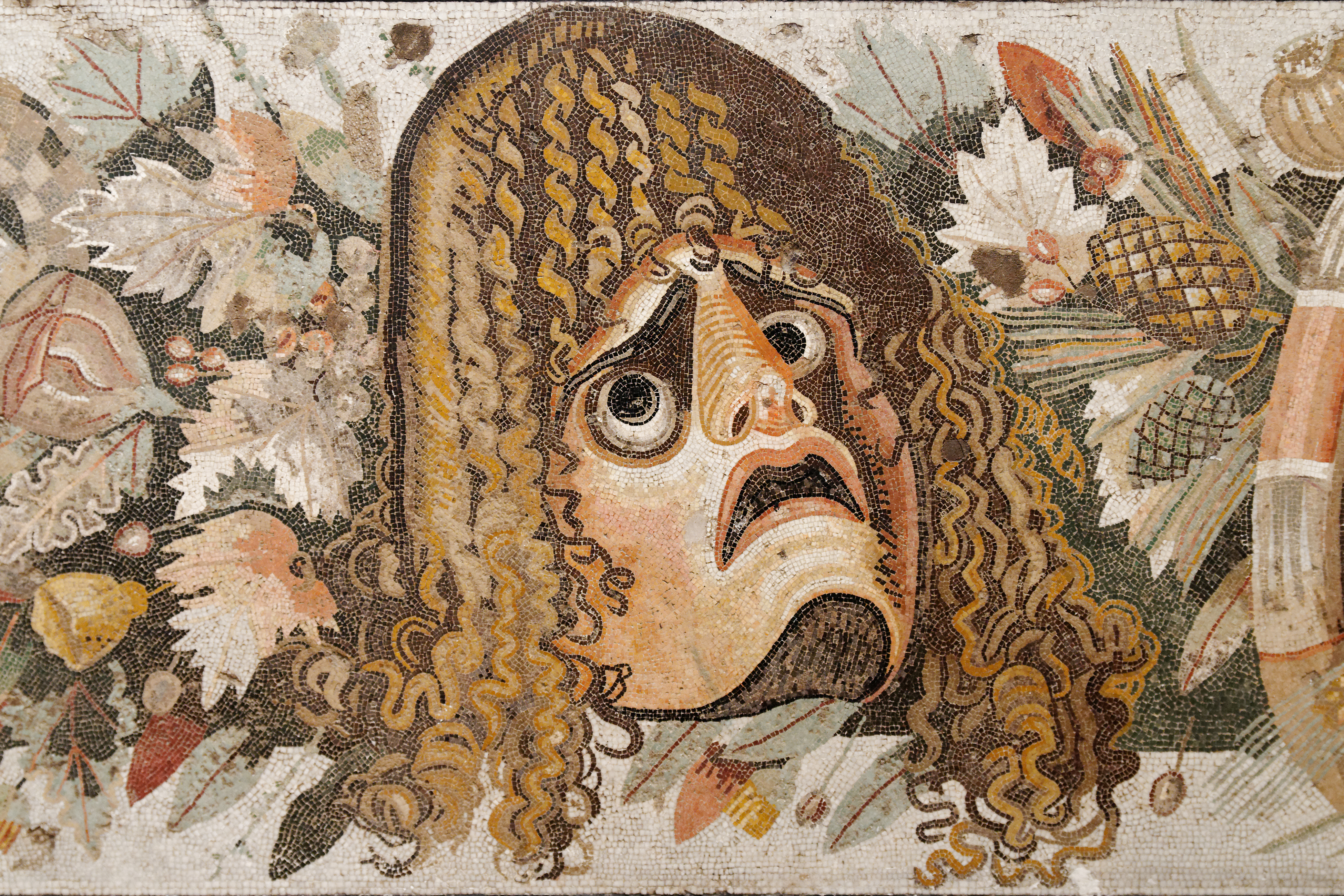
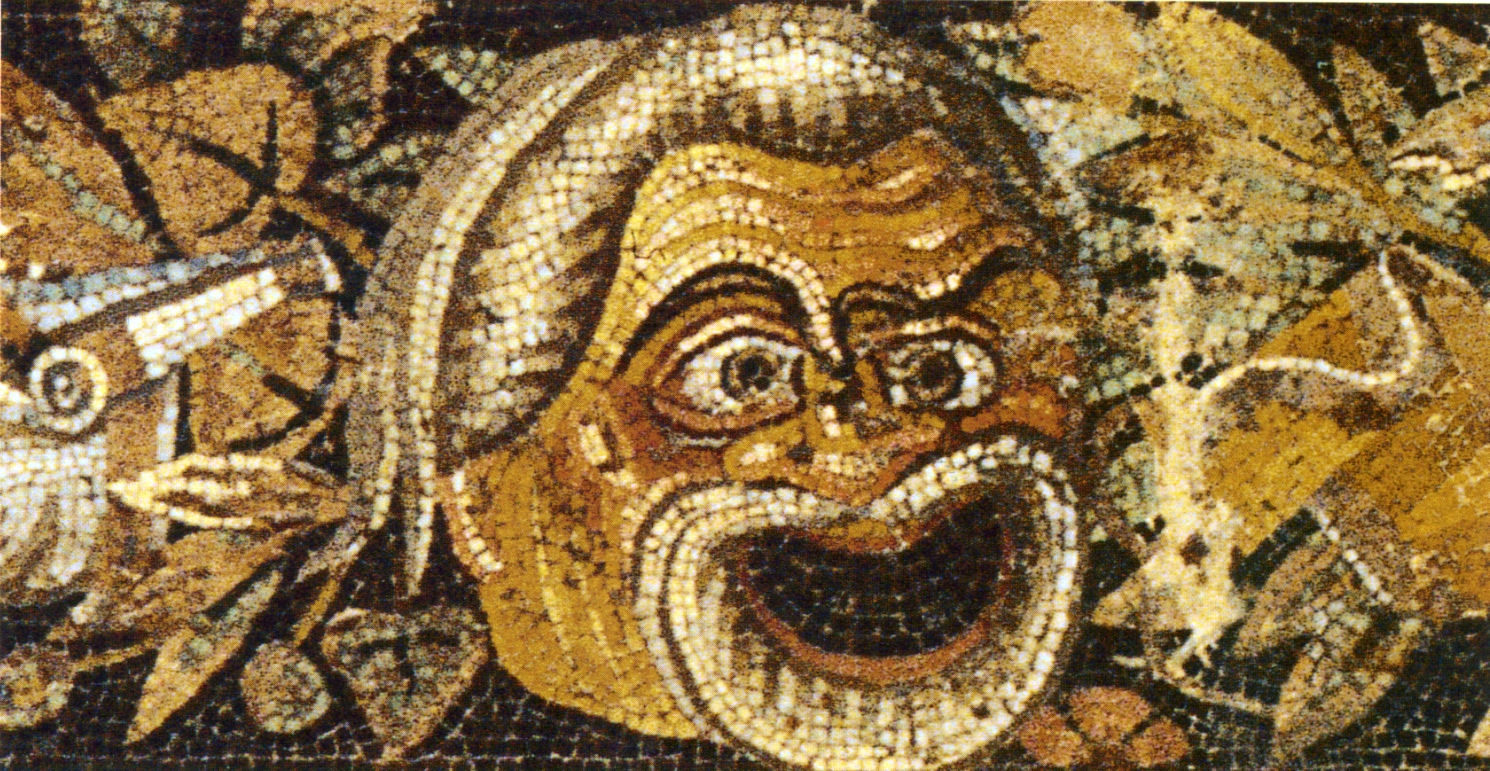
Комедійна маска (деталь мозаїки Ерос-Вакх на тигрі). Римська мозаїка з Дому Фавна у Помпеях
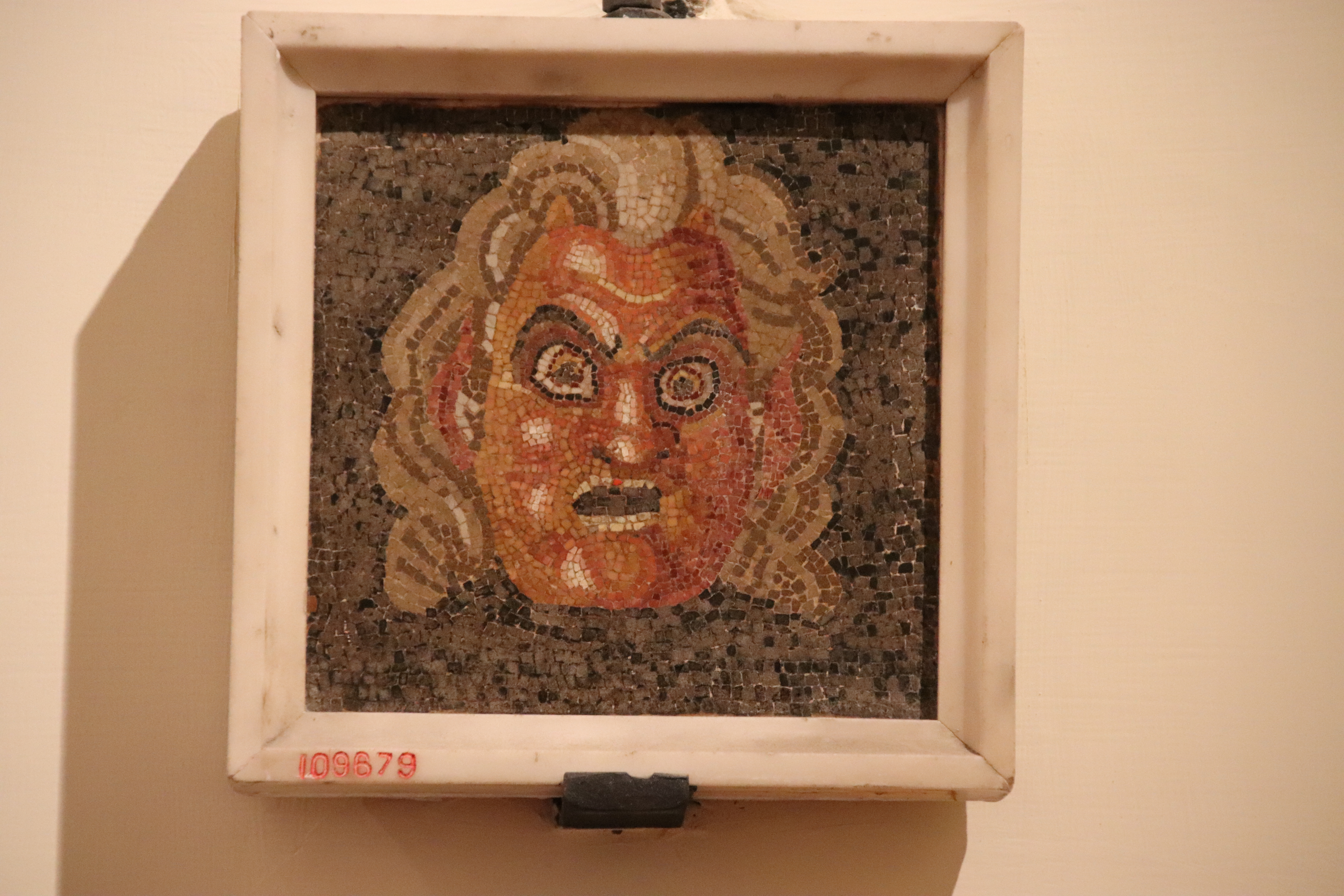
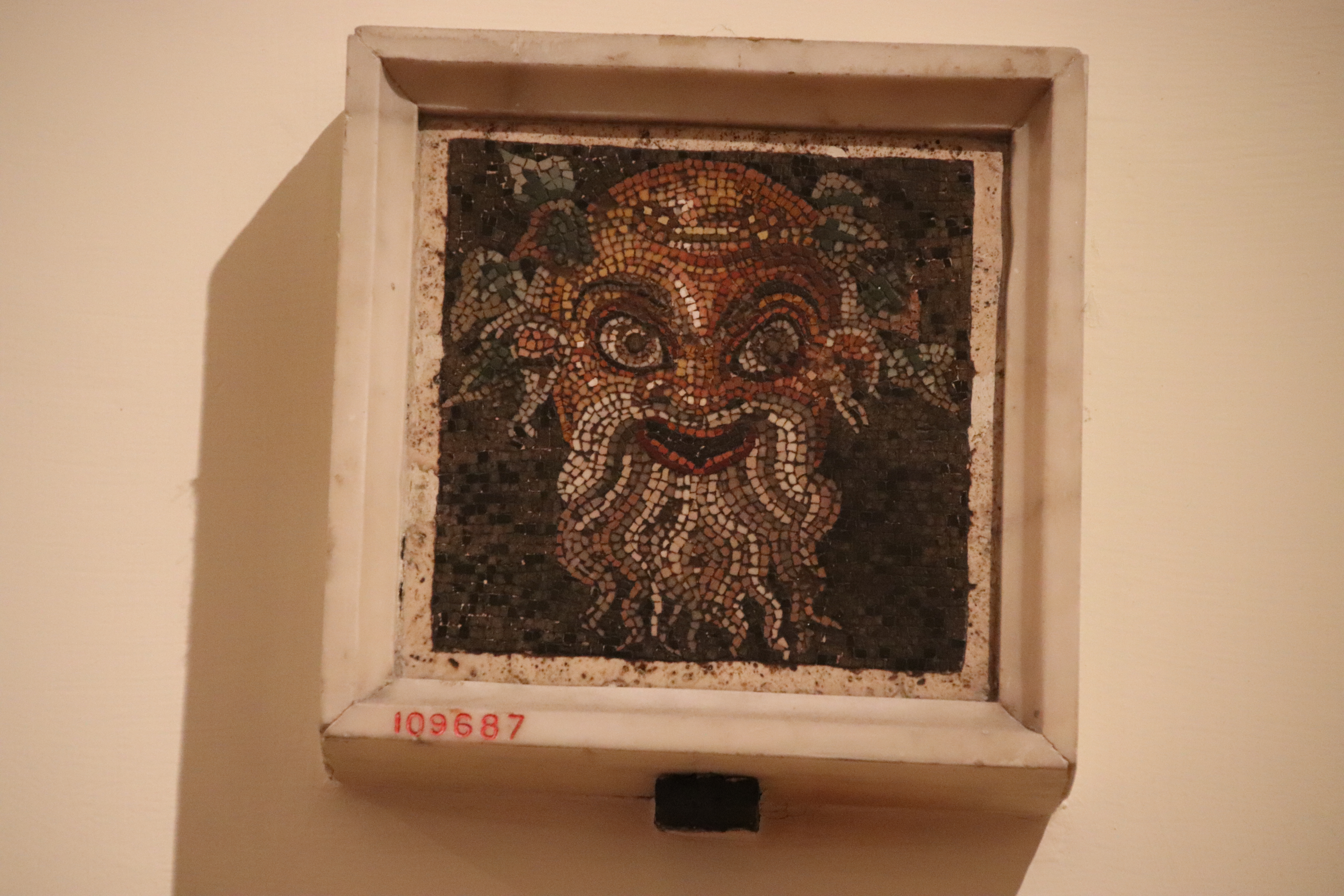
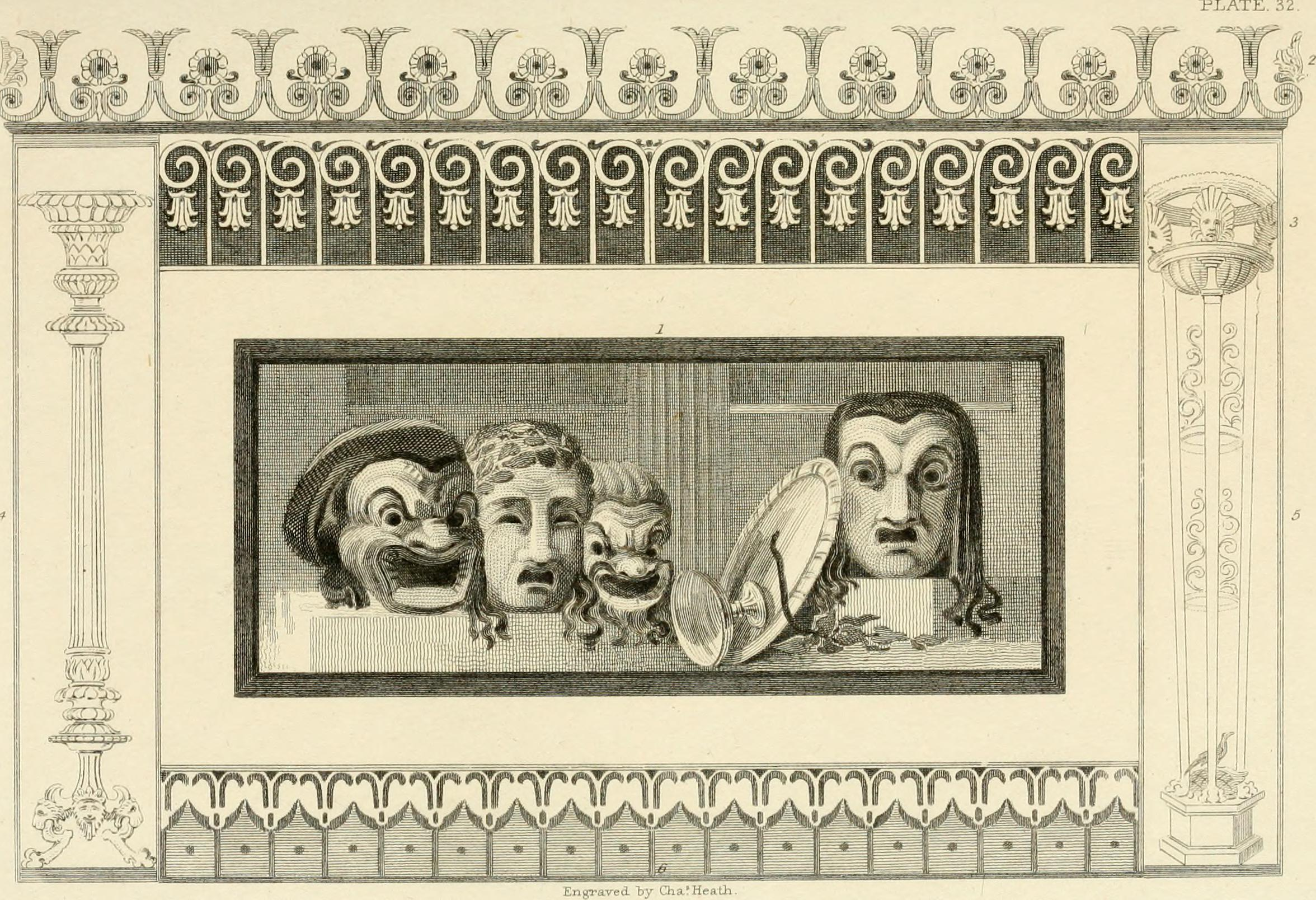
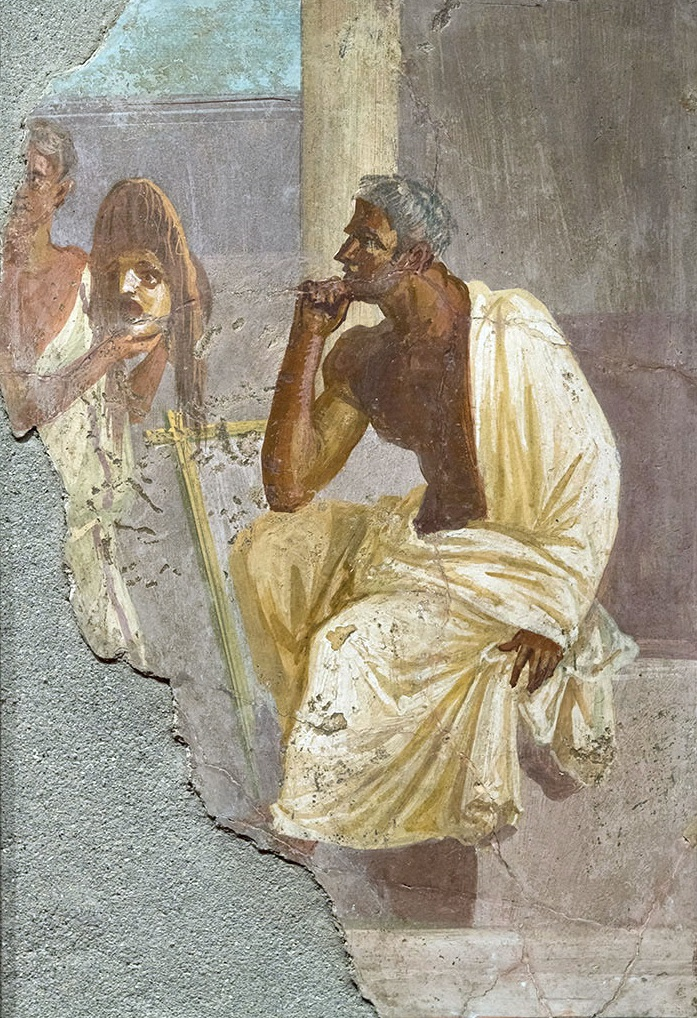
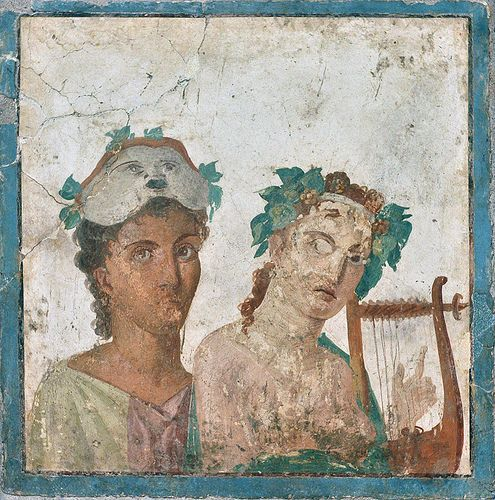
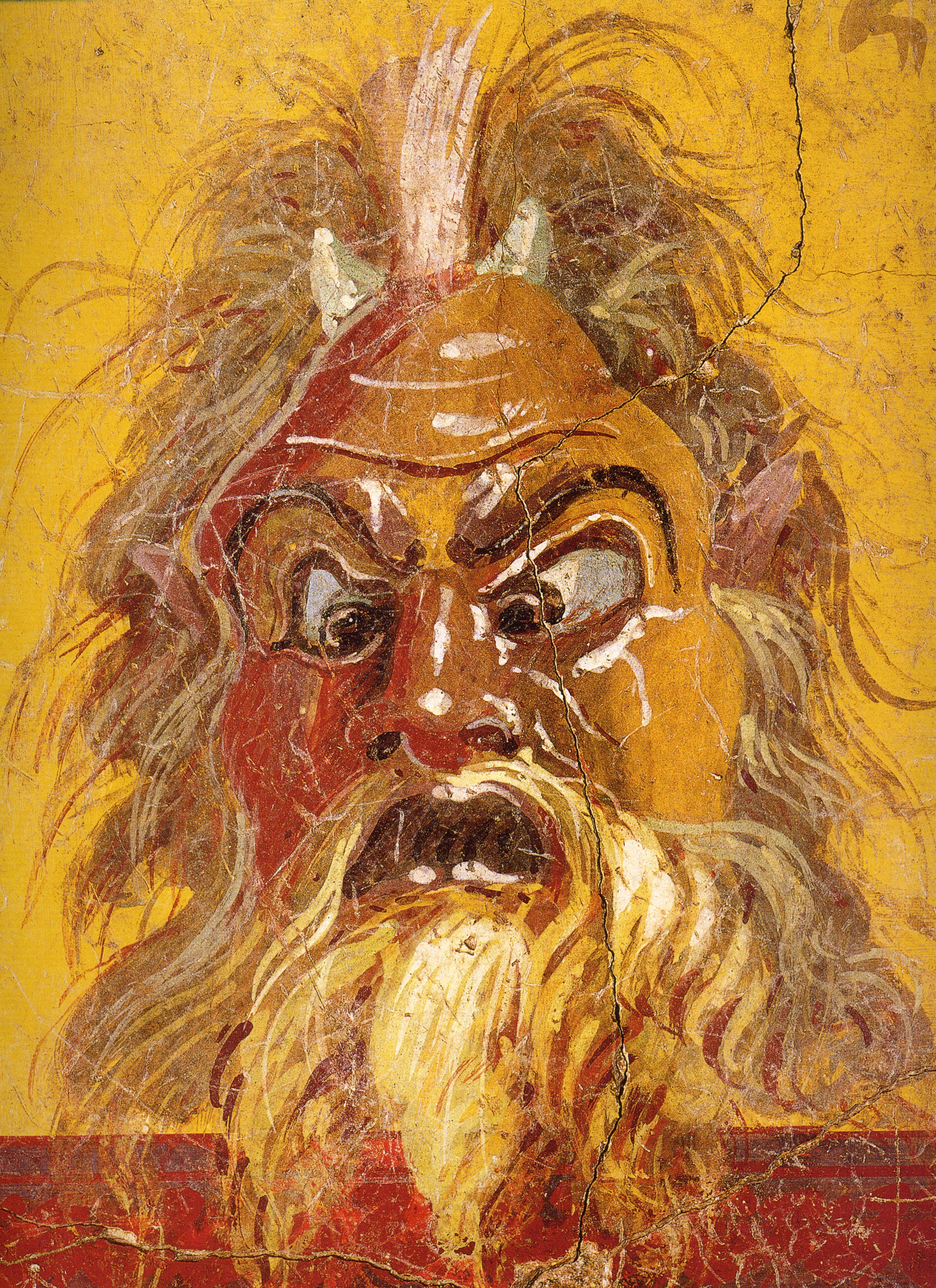
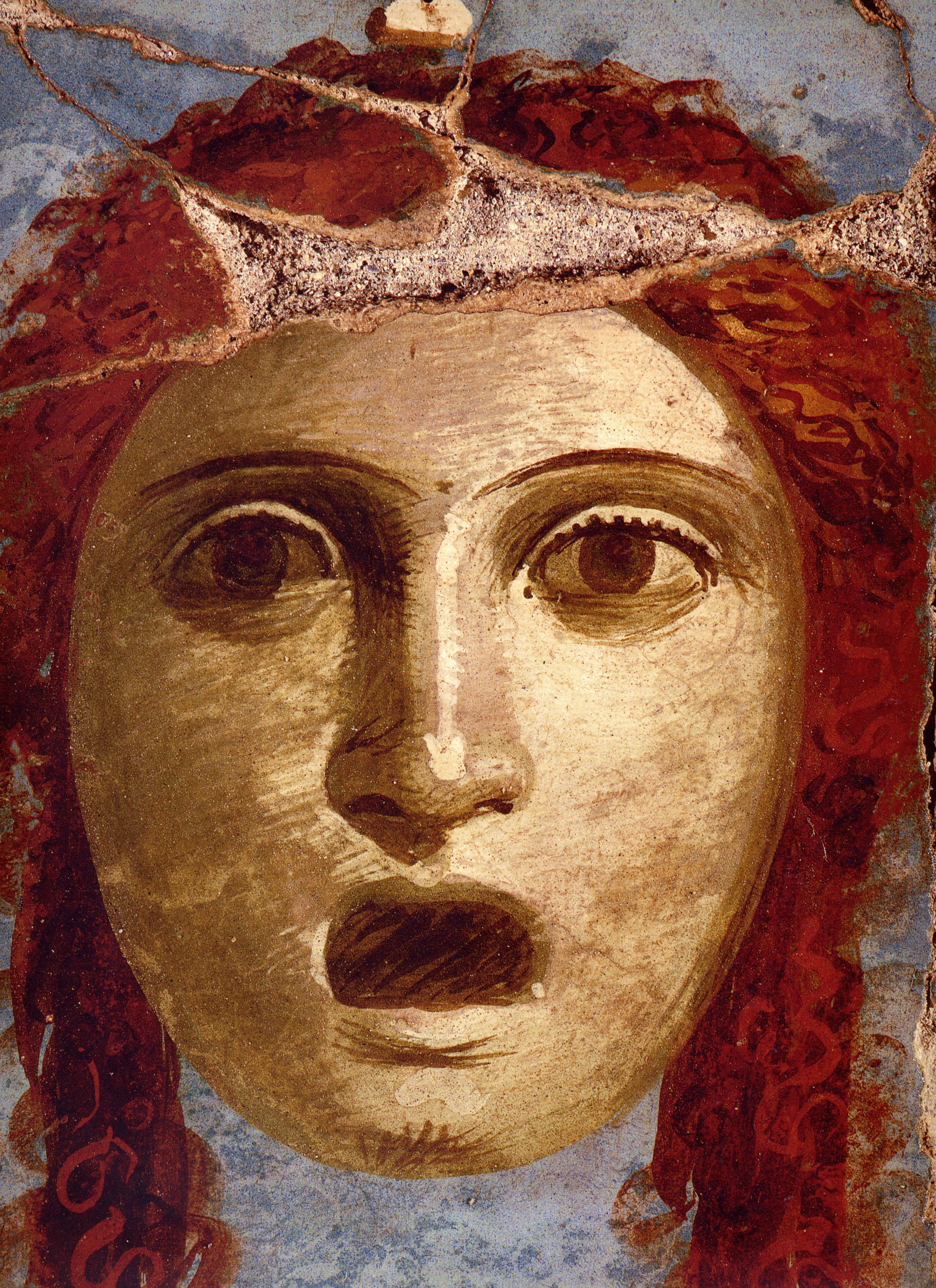
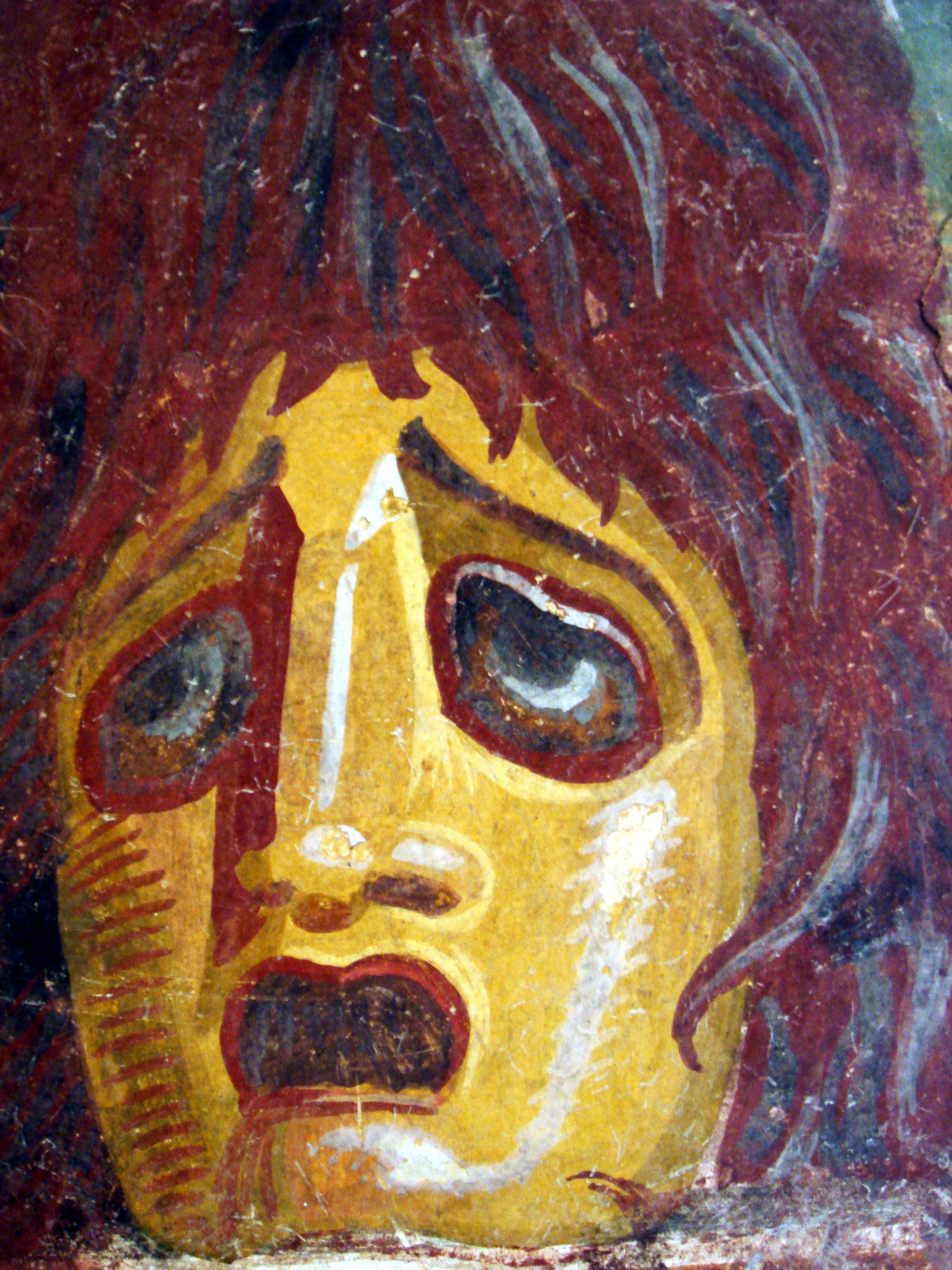
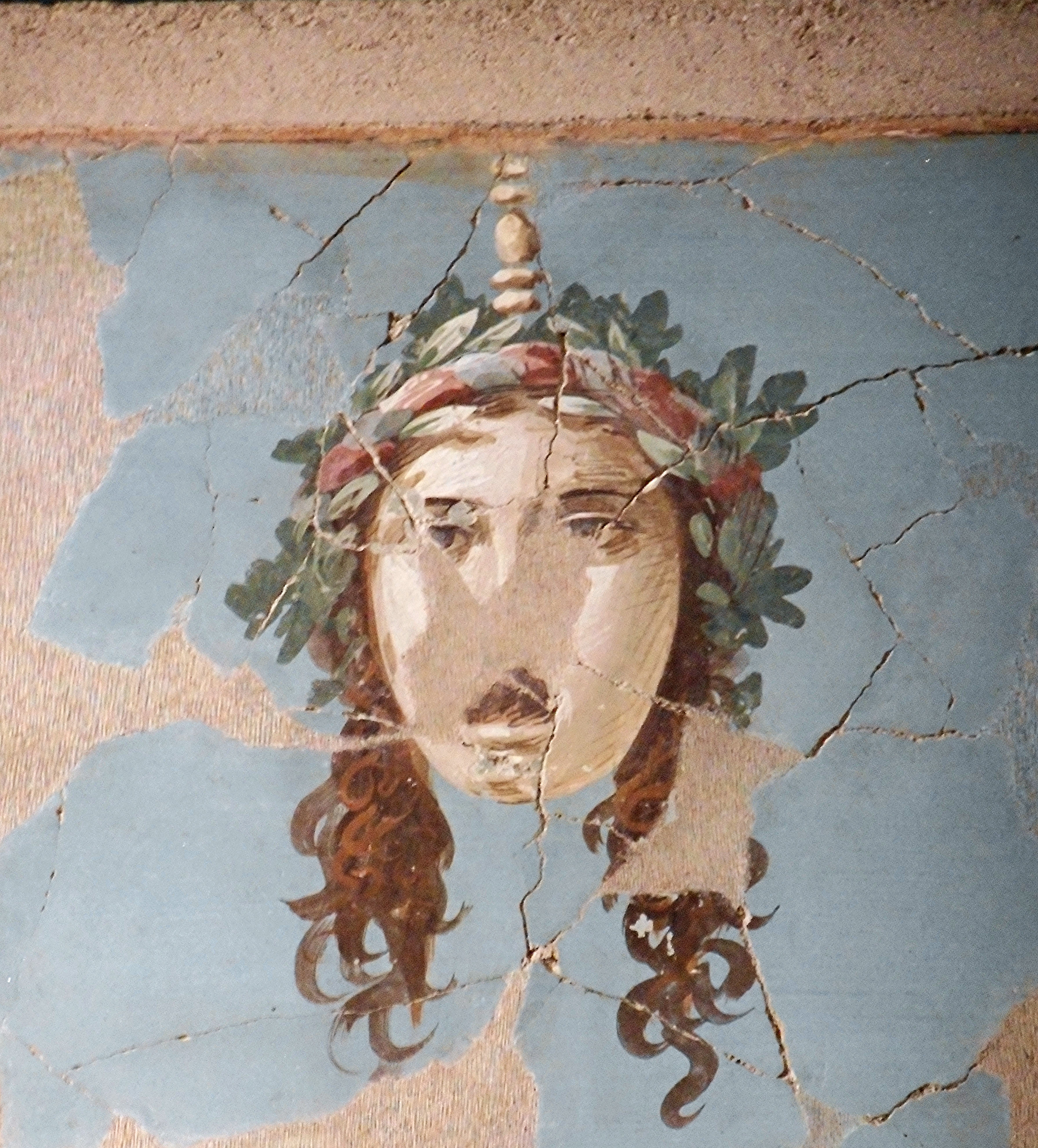
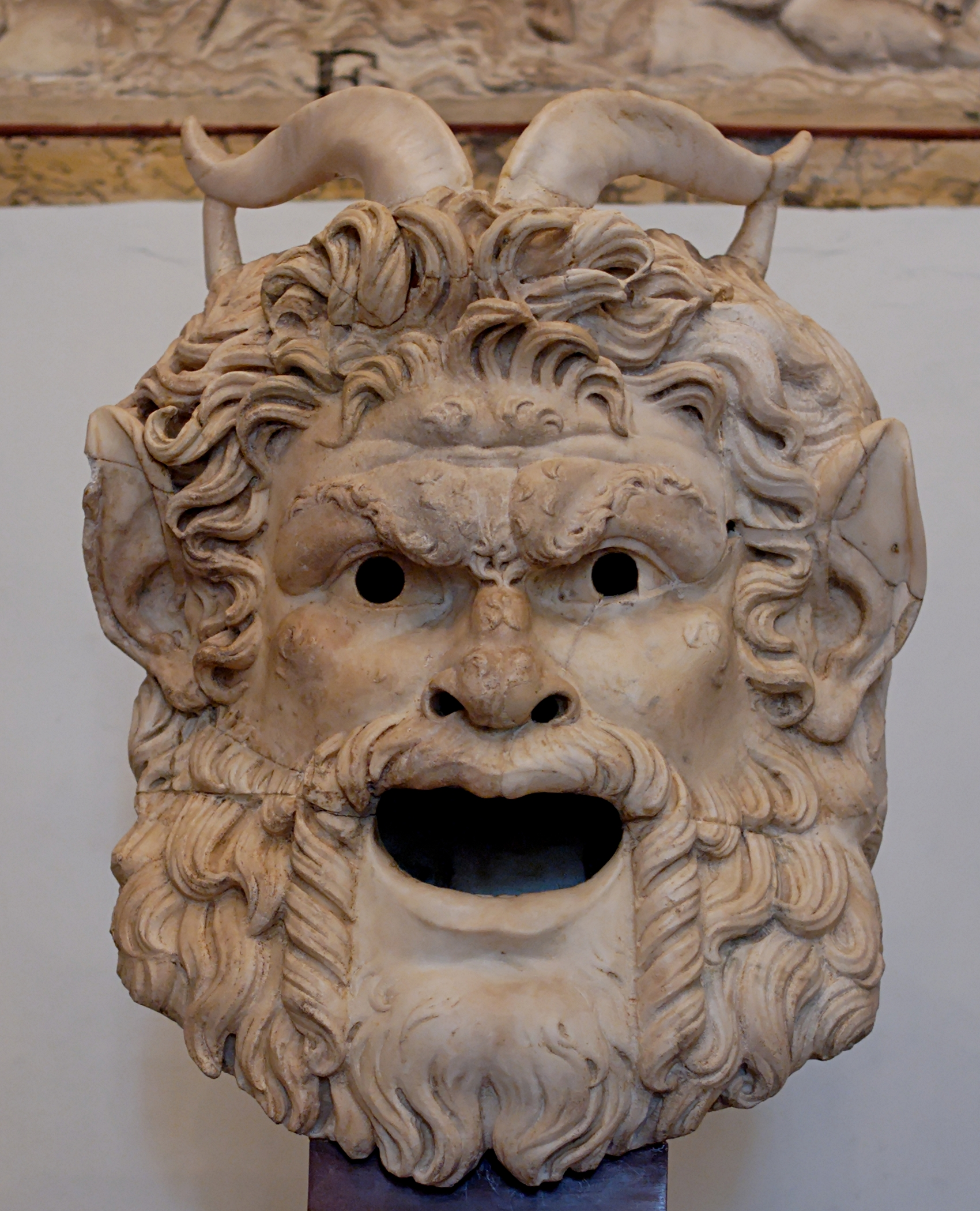
Маска сатира. Мармур, римський витвір мистецтва, II століття нашої ери. Капітолійський музей
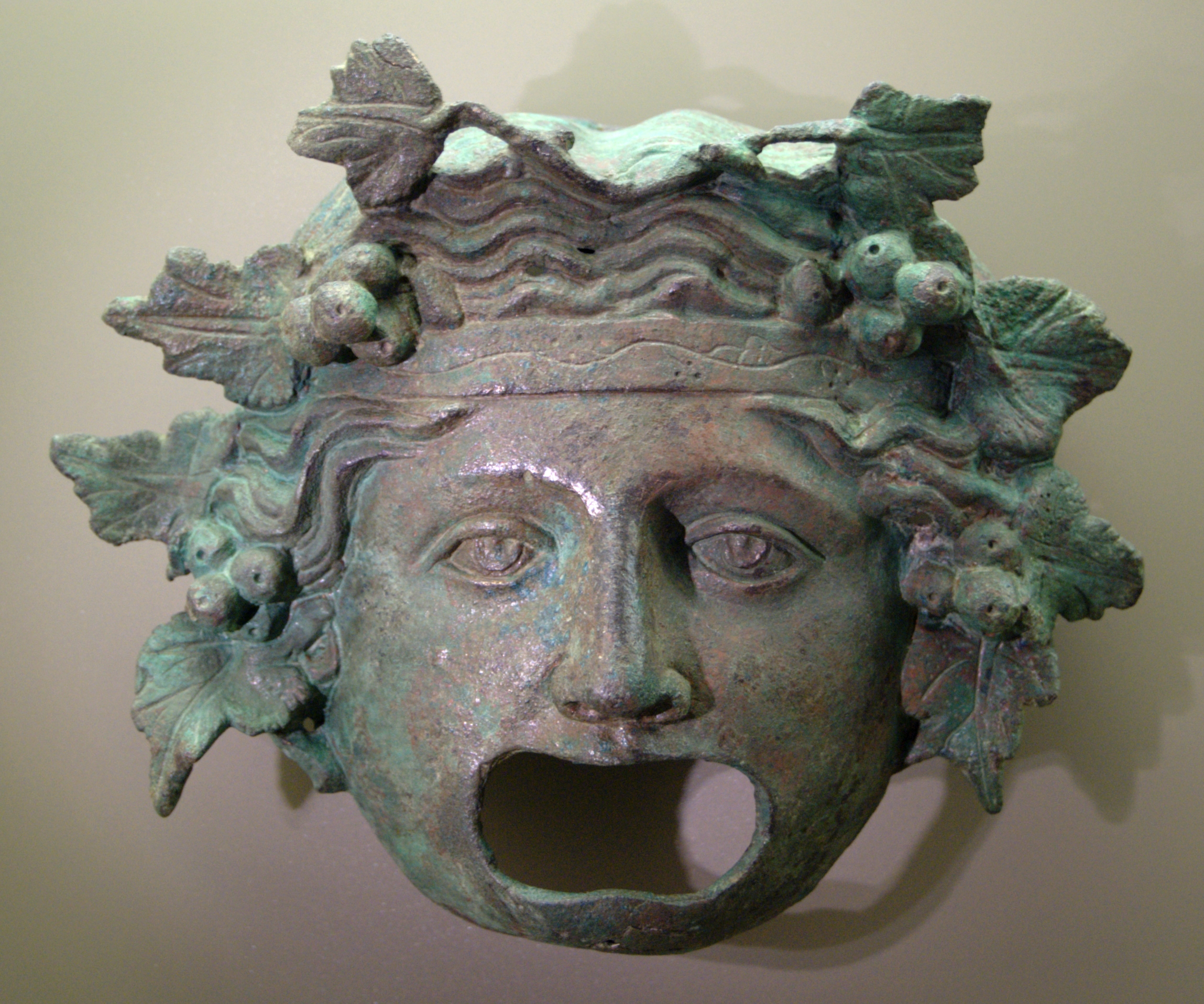
Маска Діоніса. Бронза, 2 ст. н. е.
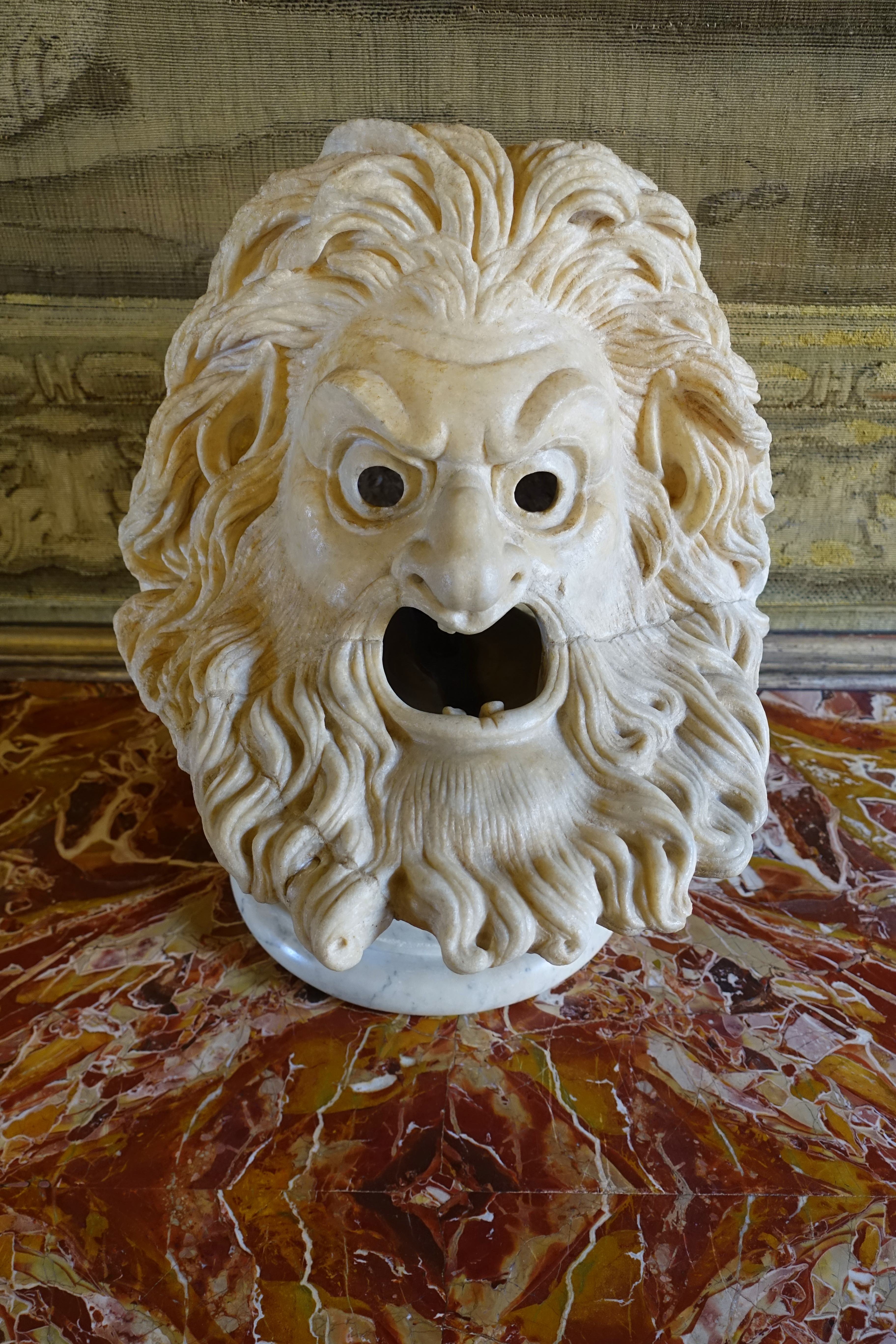
Театральна маска з Вілли Альтьєрі
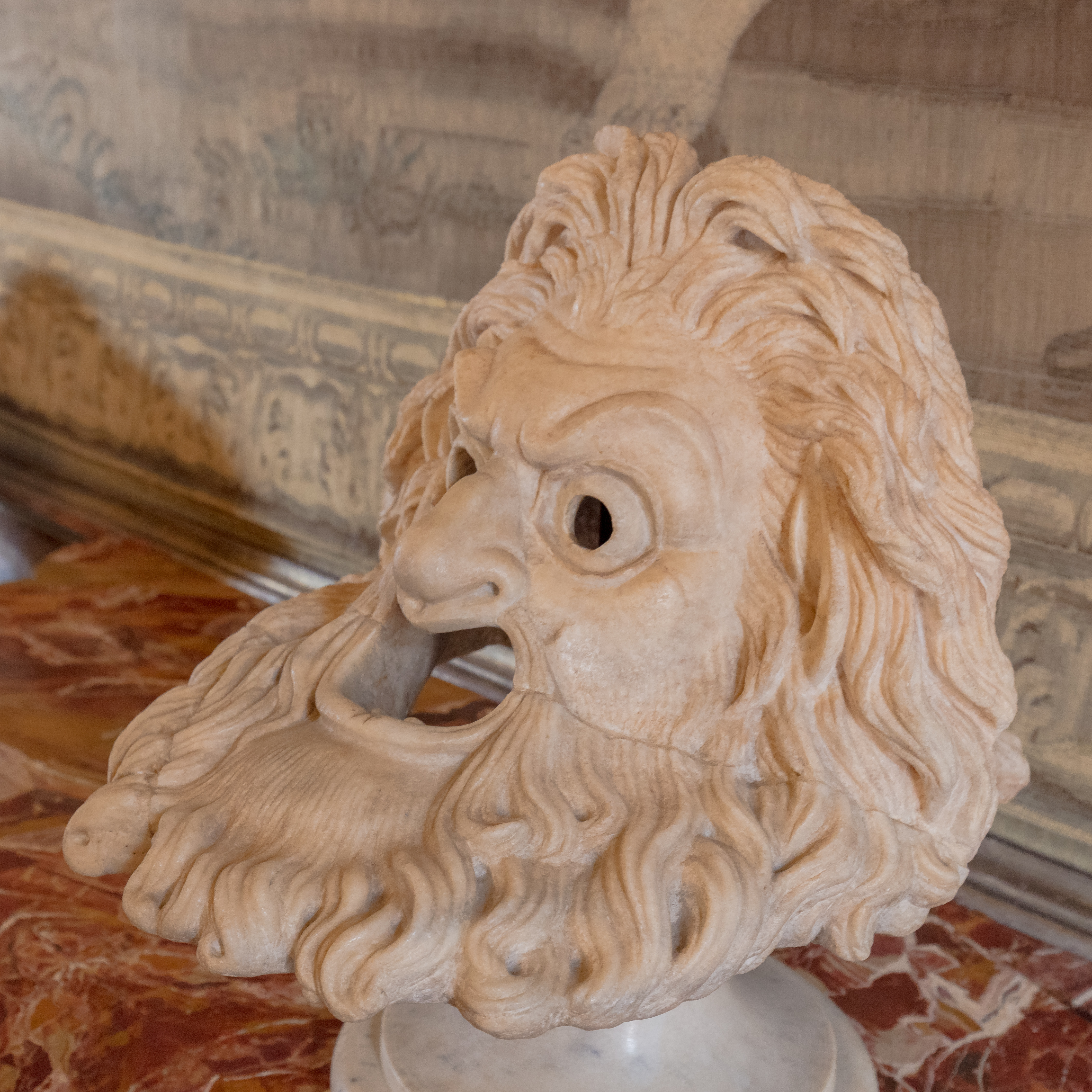

1. ↑  Stray, Christopher (17 жовтня 2019). Liddell and Scott in Historical Context. Liddell and Scott. Oxford University Press. с. 3—24.
2. ↑  Florus, ?Lucius ?Annaeus (2nd Century                            ad            ), Roman Historian. Shakespeare's Books. 2016. doi:10.5040/9781472555328.2899. Процитовано 1 жовтня 2023.
3. ↑  Балута, Галина Анатоліївна (7 серпня 2017). Цар Едіп: міф про раціональність. Актуальні проблеми духовності. № 6. с. 347—355. doi:10.31812/apd.v0i6.1549. ISSN 2522-4786. Процитовано 1 жовтня 2023.
4. ↑  Didaskalia - The Journal for Ancient Performance. www.didaskalia.net. Процитовано 1 жовтня 2023.
5. ↑  Brooke, M. M.; Wilcox, D. E.; Kaiser, R. L.; Melvin, D. M. (1962-07). INVESTIGATION OF FACTORS ASSOCIATED WITH THE DECLINE OF INTESTINAL PROTOZOA IN A KANSAS MENTAL INSTITUTION. American Journal of Epidemiology (англ.). Т. 76, № 1. с. 52—60. doi:10.1093/oxfordjournals.aje.a120264. ISSN 1476-6256. Процитовано 1 жовтня 2023.